# Ibiza
| Ibiza/Eivissa                          | Ibiza/Eivissa          |
| -------------------------------------- | ---------------------- |
| \| \| \| \| Flagge \| Wappen \|        |                        |
| Lage                                   |                        |
| Balearische Inseln (interaktive Karte) |                        |
| Daten                                  |                        |
| Hauptstadt                             | Ibiza (Eivissa)        |
| Größte Gemeinde                        | Ibiza (Eivissa)        |
| Amtssprachen                           | Spanisch, Katalanisch  |
| Einwohner                              | 161.485 (Stand: 2024)  |
| Fläche                                 | 571,764 km²            |
| Bevölkerungsdichte                     | 281 Einwohner je km²   |
| Gemeinden                              | 5                      |
| Flagge der Insel Ibiza                 | Wappen der Insel Ibiza |
| Flagge                                 | Wappen                 |

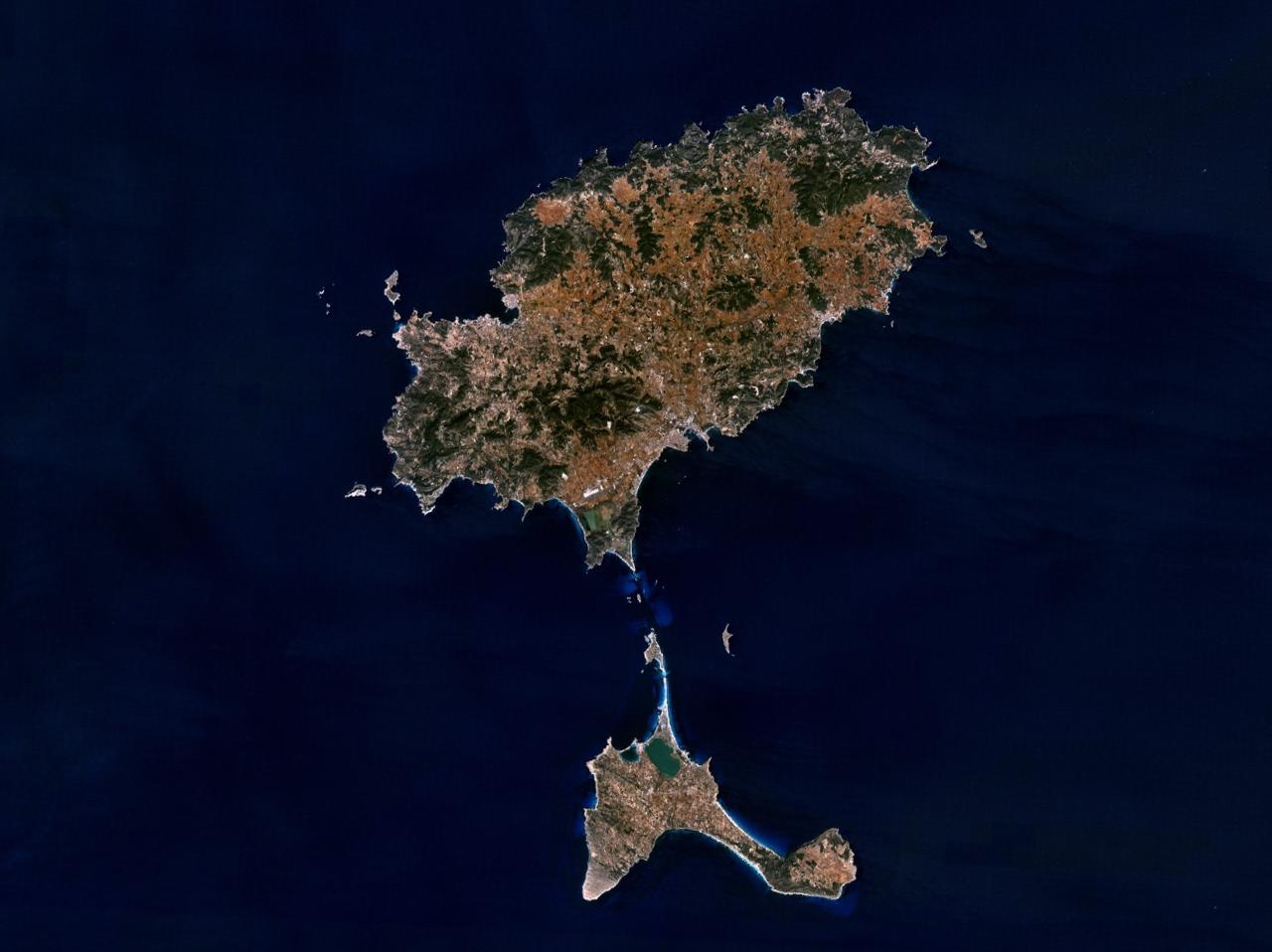
Satellitenbild von Ibiza (oben) und Formentera (unten)

Ibiza [ˈibitsa] (katalanisch und amtlich Eivissa; lokal [əjˈvisə], spanisch Ibiza [iˈβiθa]) ist mit einer Fläche von 572 km² die drittgrößte Insel der spanischen autonomen Region Balearen im westlichen Mittelmeer.
Mit der südlich gelegenen Insel Formentera und zahlreichen kleineren und unbewohnten Felseninseln bildet Ibiza die Inselgruppe der Pityusen. Amtssprachen sind Spanisch (Kastilisch) und Katalanisch, der auf der Insel vorherrschende katalanische Dialekt wird Ibizenkisch genannt. Die Insel hat 147.914 Einwohner (Stand: 2019), der Ausländeranteil beträgt etwa 20 Prozent, der Anteil deutscher Einwohner liegt bei rund 3 Prozent. Seit 2001 ist die Anzahl der dauerhaft auf Ibiza lebenden Menschen um mehr als 60 Prozent gestiegen. Die größten Gemeinden sind der Hauptort Ibiza (katalanisch Eivissa) mit rund 50.000 Einwohnern, Santa Eulària des Riu (rund 36.000 Einwohner), Sant Josep de sa Talaia (rund 26.000 Einwohner) und Sant Antoni de Portmany (rund 25.000 Einwohner).

## Geografie

### Lage

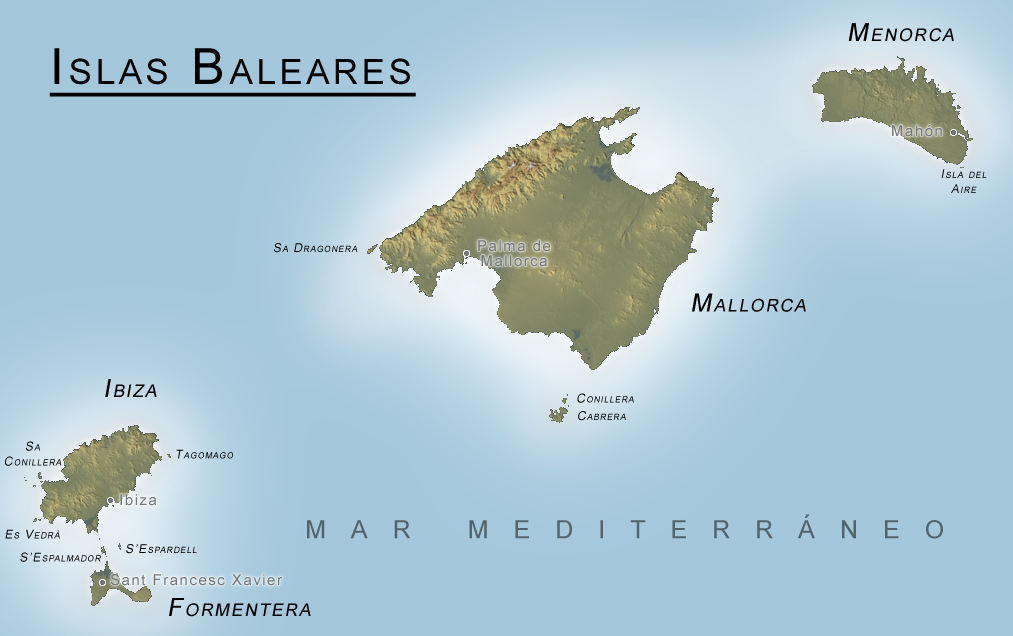
Lage Ibizas innerhalb der Balearen

Die Insel liegt ungefähr 90 Kilometer östlich des spanischen Festlands.
Die Entfernung San Antonio – Dénia beträgt 111 km,
Ibiza – Denia 146 km,
Ibiza – Palma de Mallorca 154 km.
Nach Alicante sind es ca. 200 km, San Antonio – Valencia 150 km,
Ibiza – Barcelona 264 km
und nach Algier 276 Kilometer.

### Geologie
Die Balearen sind die abgesprengte Fortsetzung des andalusischen Felsengebirges, das sich von Gibraltar über die Sierra Nevada hinzieht. Ein etwa 1.500 Meter tiefer Meeresgraben trennt die Inseln vom spanischen Festland. Die Pityusen haben einen eigenen Festlandsockel.

### Beschreibung
Ibiza ist eine im Inneren hügelige Insel mit zerklüfteter Küste, die durch sandige Calas unterbrochen ist. Die Küstenlänge beträgt etwa 210 Kilometer. Ibizas höchste Erhebung ist der Sa Talaia mit 476 msnm.

## Welterbe
Die biologische Vielfalt und Kultur von Ibiza wurde 1999 zum Welterbe erklärt.
Unter besonderem Schutz stehen damit:
- Etliche Küstenregionen der Insel und alle vorgelagerten kleineren Inseln (z. B. Es Vedrà, Es Vedranell, Isla de Conejera, Tagomago und die Inselgruppe zwischen Ibiza und Formentera).
- Die ausgedehnten Posidonia-Felder an den Küsten
- Der Naturpark Ses Salines
- Die Gebiete des Naturparks von Cala d’Hort, Cap Llentrisca und des Atalaya
- Die Burgfestung und Altstadt von Ibiza-Stadt Dalt Vila
- Die ehemaligen Gärten der Mauren um Ibiza-Stadt – Ses Feixes (Ses Feixes Des Prat De Vila und Ses Feixes Prat De Ses Monges)
- Die phönizisch-römische Nekropole Puig des Molins
- Die Reste vergangener oder phönizischer Siedlungen und Heiligtümer (Sa Caleta, Es Culleram, Ses Fontanelles)
- Die Landschaft an der nördlichen Steilküste der Insel mit endemischen Pflanzen – Els Amunts

## Verwaltung
Noch heute entspricht die Verwaltungsstruktur und Einteilung der Insel der Zeit der katalanischen Eroberung aus dem 13. Jahrhundert.
Die in vier Teile (quartó) außerhalb der Stadtmauer unterteilte Insel war wie folgt gegliedert:
- Quartó de Santa Eulària zuvor Xarc Santa Eulària des Riu
- Quartó de Balansat, zuvor Benissàmit, heute Sant Joan de Labritja
- Quartó de Portmany, zuvor Portumany, heute Sant Antoni de Portmany
- Quartó de ses Salines d’Eivissa, zuvor Algarb, heute Sant Josep de sa Talaya.[6]

Jede dieser Gemeinden (municipios – es, municipi – ca) hat heute ein eigenes Rathaus.
Ein weiteres Gemeinderathaus existiert für Ibiza-Stadt.
Den Gemeinderathäusern übergeordnet steht das Consell Insular d’Evissa (Consejo Insular de Ibiza – es), der Inselrat.
Dieser wiederum untersteht der Regierung der autonomen Region der Balearen mit Sitz in Palma.

### Siedlungsstruktur

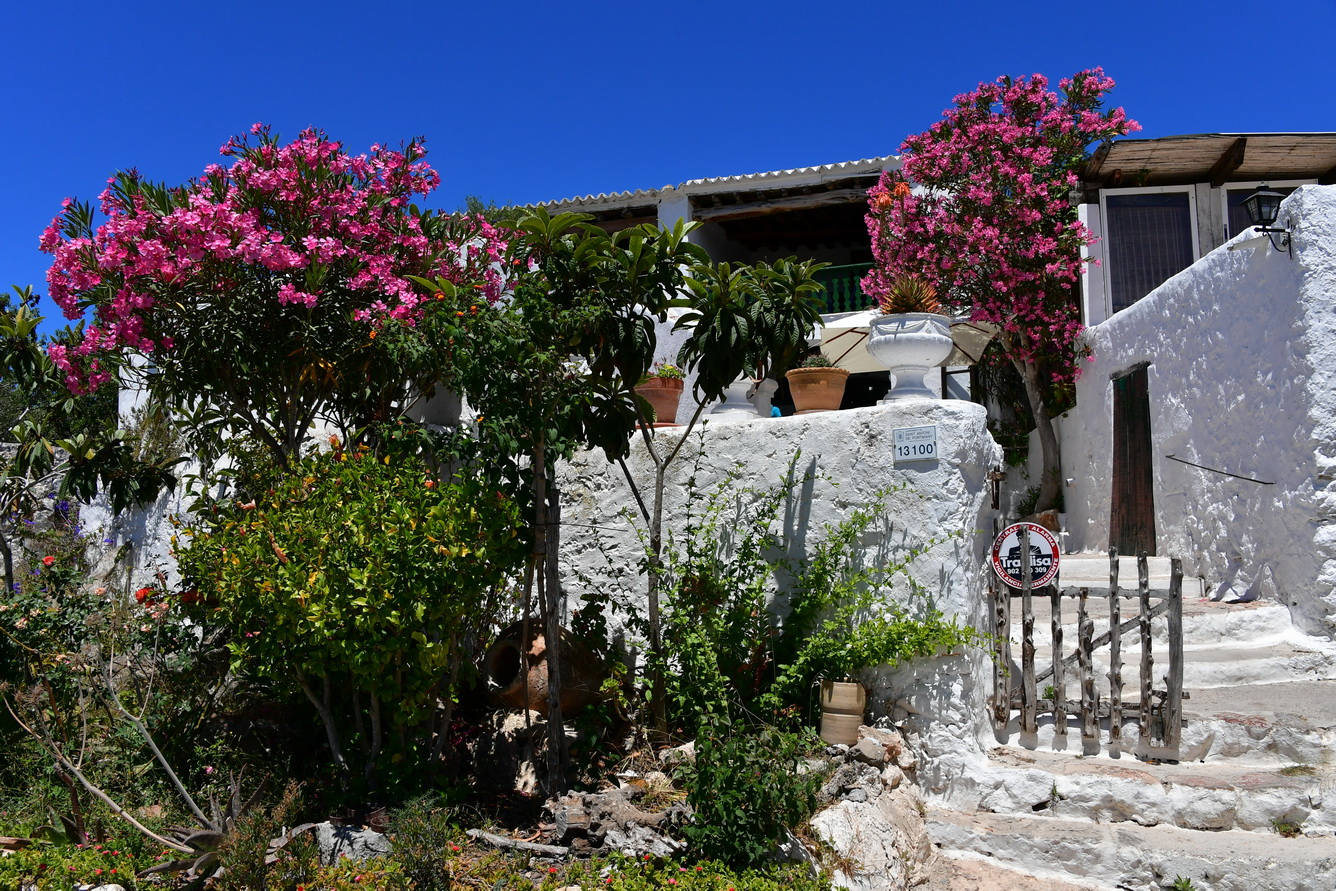
400 Jahre altes Landhaus im Hinterland

Die drei größten Ortschaften der Insel Ibiza sind die Hauptstadt Ibiza sowie die Orte Santa Eulària des Riu und Sant Antoni de Portmany. Diese drei Orte besitzen auch eigene Häfen für Fährbetrieb und Marinas, Yachtclubs und Fischer.
Im Unterschied zur Umgebung von Ibiza-Stadt, in dessen Nähe sich auch der Flughafen (welcher jedoch eigentlich zur Gemeinde Sant Josep de sa Talaia gehört) befindet, ist die Besiedelung der übrigen Regionen der Insel eher durch Weiler und Einzelhöfe geprägt. Einzelne und über das Land verstreute Fincas sind typisch für die Landschaft Ibizas.

### Ibiza-Stadt
Acht Kilometer nordöstlich des Flughafens liegt die Inselhauptstadt Ibiza. In der Altstadt und im Hafenviertel gibt es zahlreiche Restaurants und Geschäfte, viele Unterhaltungsmöglichkeiten und das Nachtleben Ibizas mit bekannten, teuren Diskotheken und Bars. In der Stadt gibt es keinen Strand und nur relativ wenige, meist kleine Touristenunterkünfte.

### Gemeinden

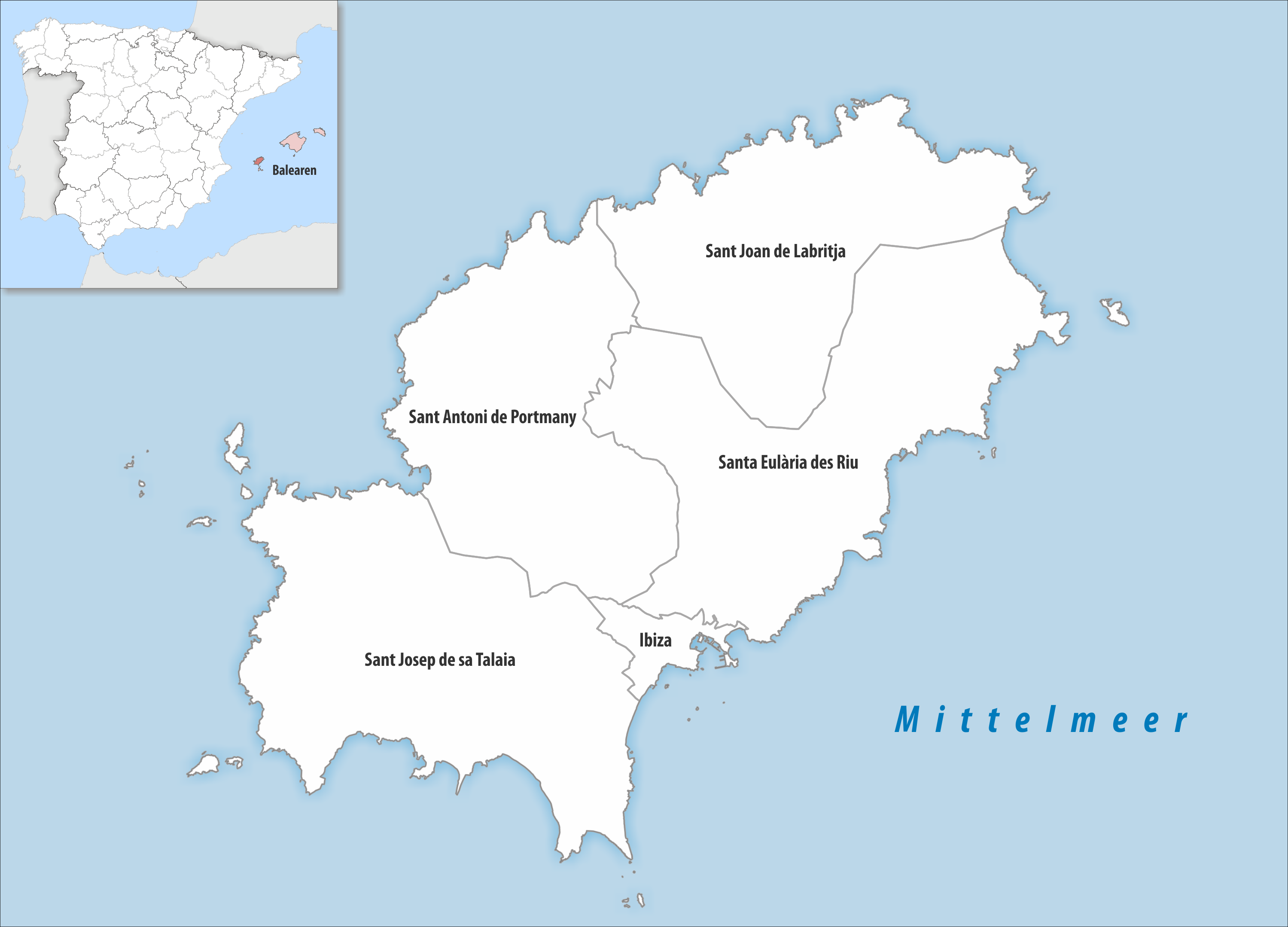
Gemeinden von Ibiza

| Gemeinde                | Einwohner (2024) | Fläche km² | Dichte Einw./km² | Cod INE | Postleitzahl |
| ----------------------- | ---------------- | ---------- | ---------------- | ------- | ------------ |
| Ibiza                   | 53.717           | 11,14      | 4.822            | 07026   | 07800        |
| Sant Antoni de Portmany | 28.609           | 126,80     | 226              | 07046   | 07820        |
| Sant Joan de Labritja   | 6.948            | 121,66     | 57               | 07050   | 07810        |
| Sant Josep de sa Talaia | 29.664           | 159,38     | 186              | 07048   | 07830        |
| Santa Eulària des Riu   | 41.706           | 153,58     | 272              | 07054   | 07840        |
| Ibiza                   | 161.485          | 572,56     | 282              | –       | –            |

### Bevölkerungsentwicklung
| Jahr      | 1842   | 1877   | 1900   | 1920   | 1940   | 1960   | 1981   | 2001   | 2011    | 2016    | 2019    | 2023    |
| --------- | ------ | ------ | ------ | ------ | ------ | ------ | ------ | ------ | ------- | ------- | ------- | ------- |
| Einwohner | 19.447 | 25.180 | 23.648 | 26.592 | 35.441 | 34.339 | 59.933 | 88.076 | 134.460 | 142.065 | 147.914 | 159.180 |

## Galerie

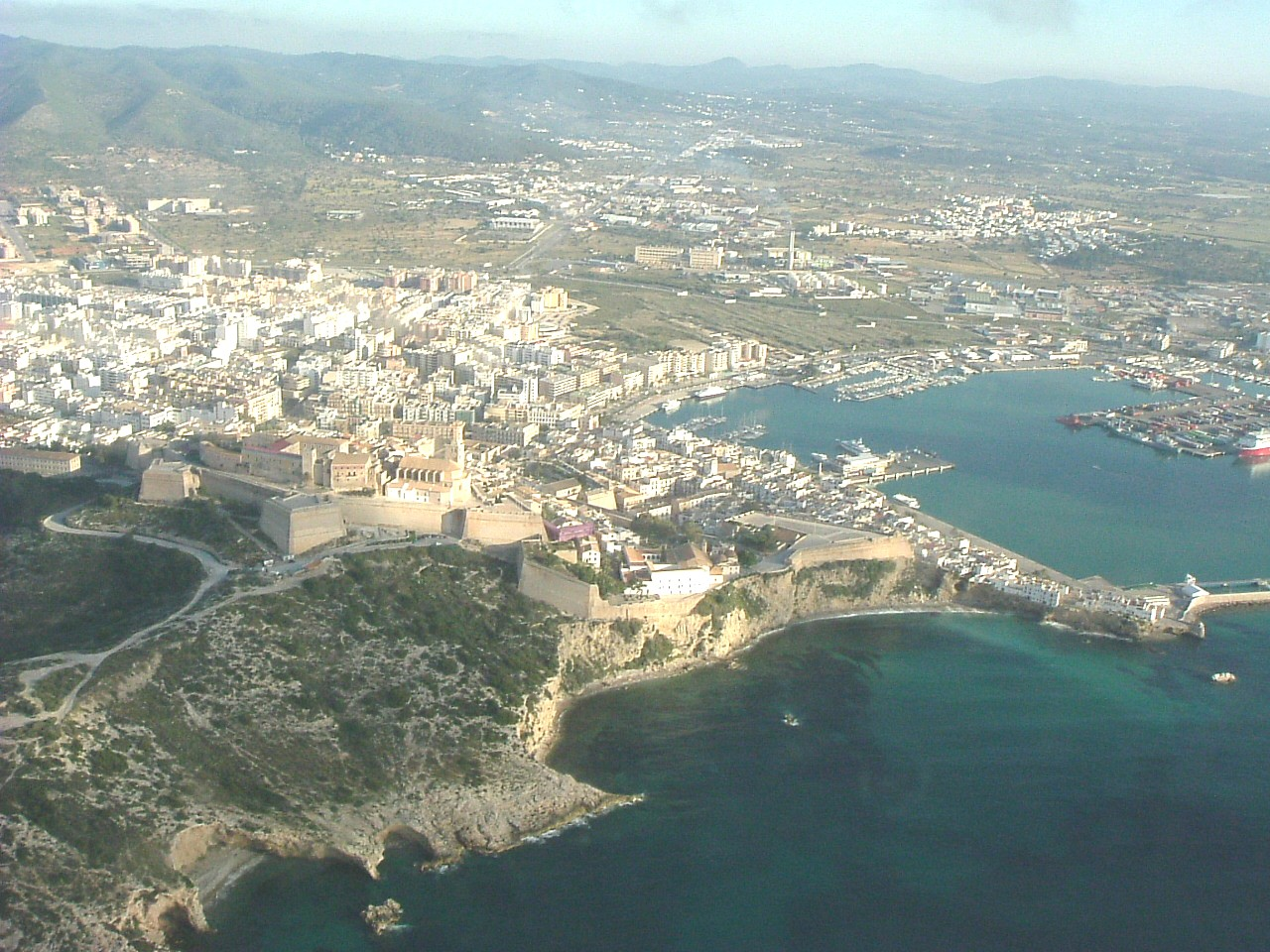
Ibiza-Stadt aus der Luft
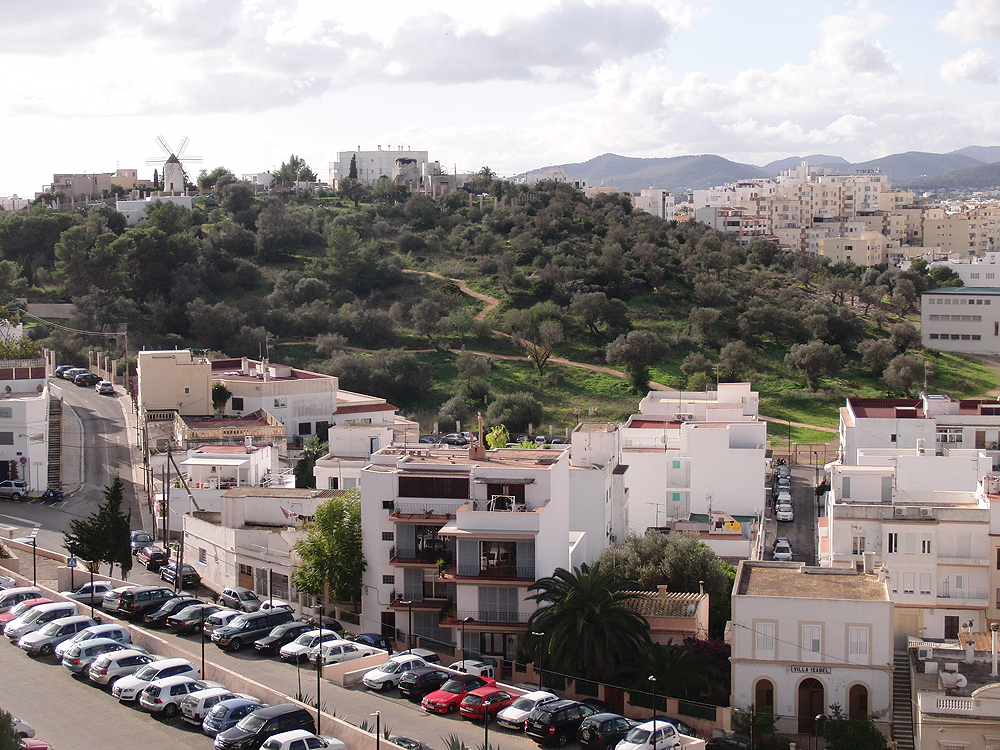
Ansicht auf die Nekropole von Ibiza-Stadt
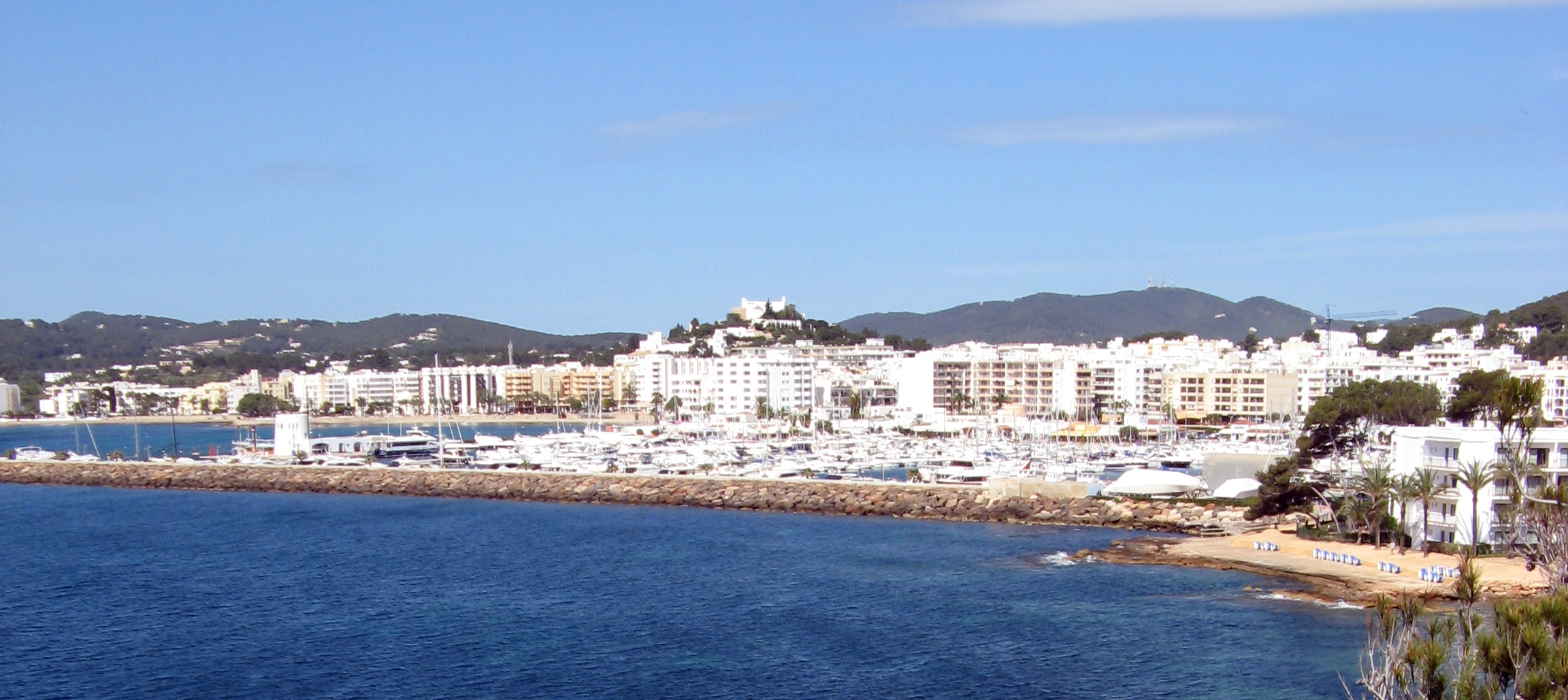
Santa Eulalia mit Hafen
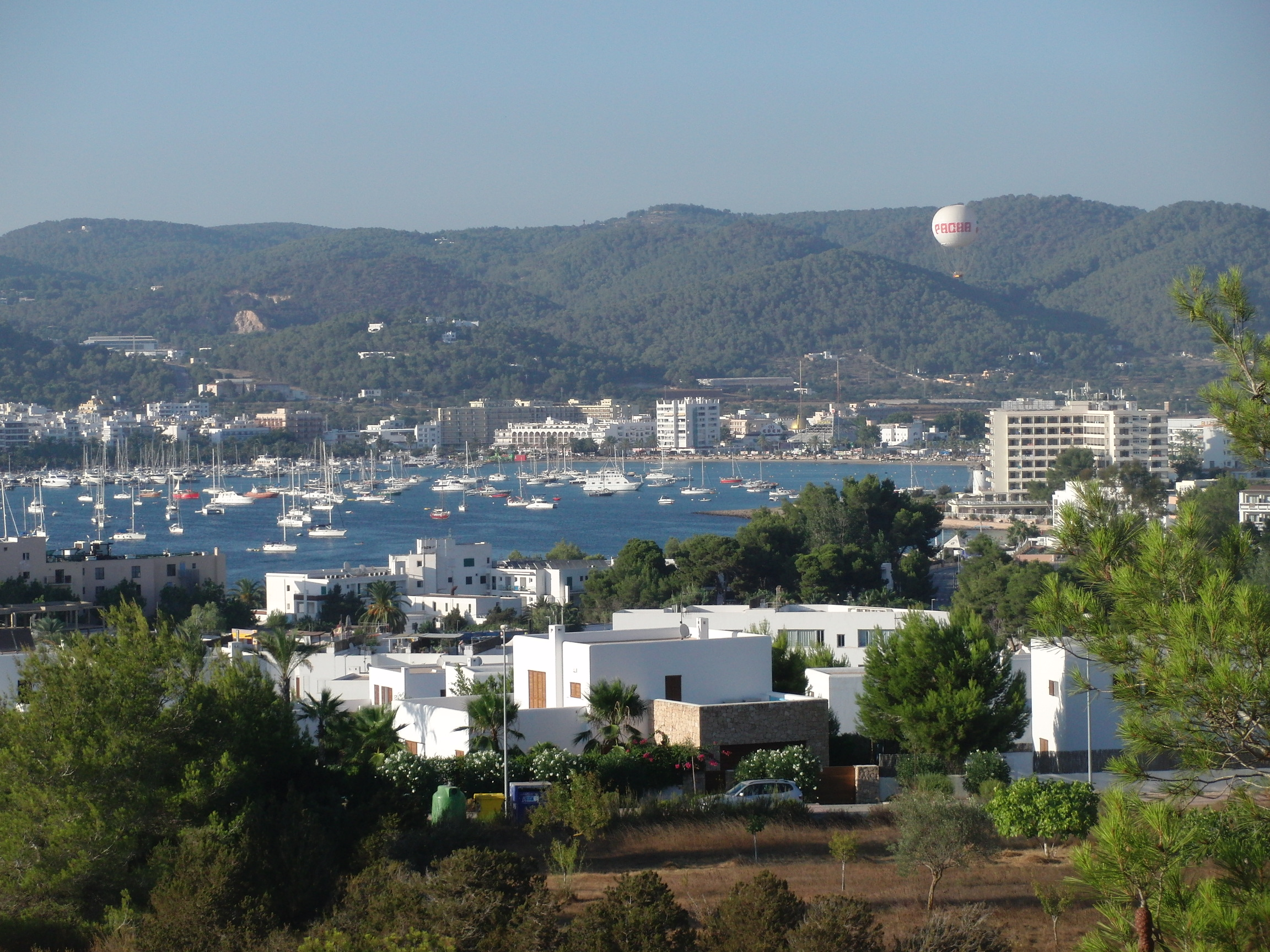
Die Bucht von San Antonio
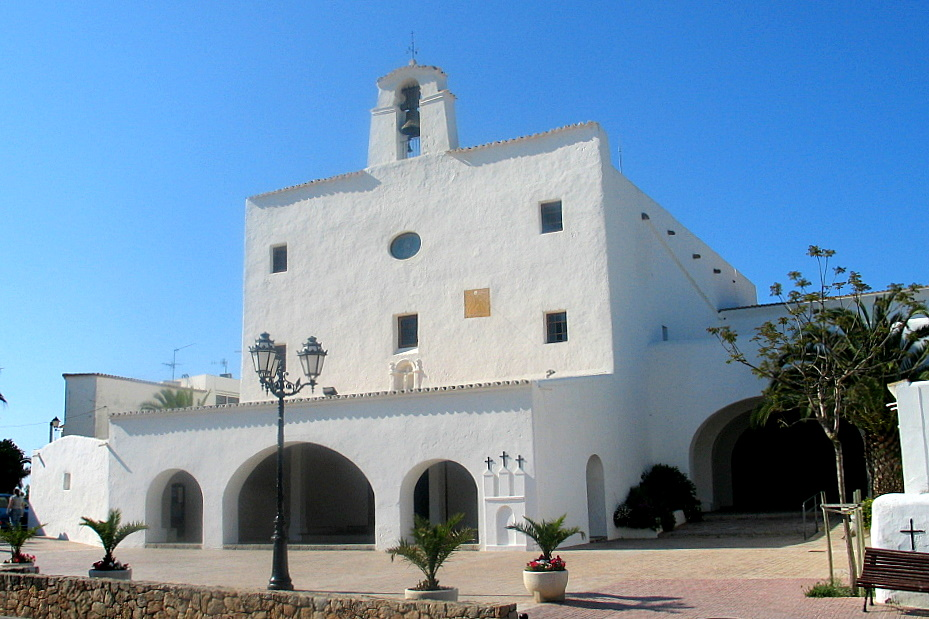
Die Kirche von San José
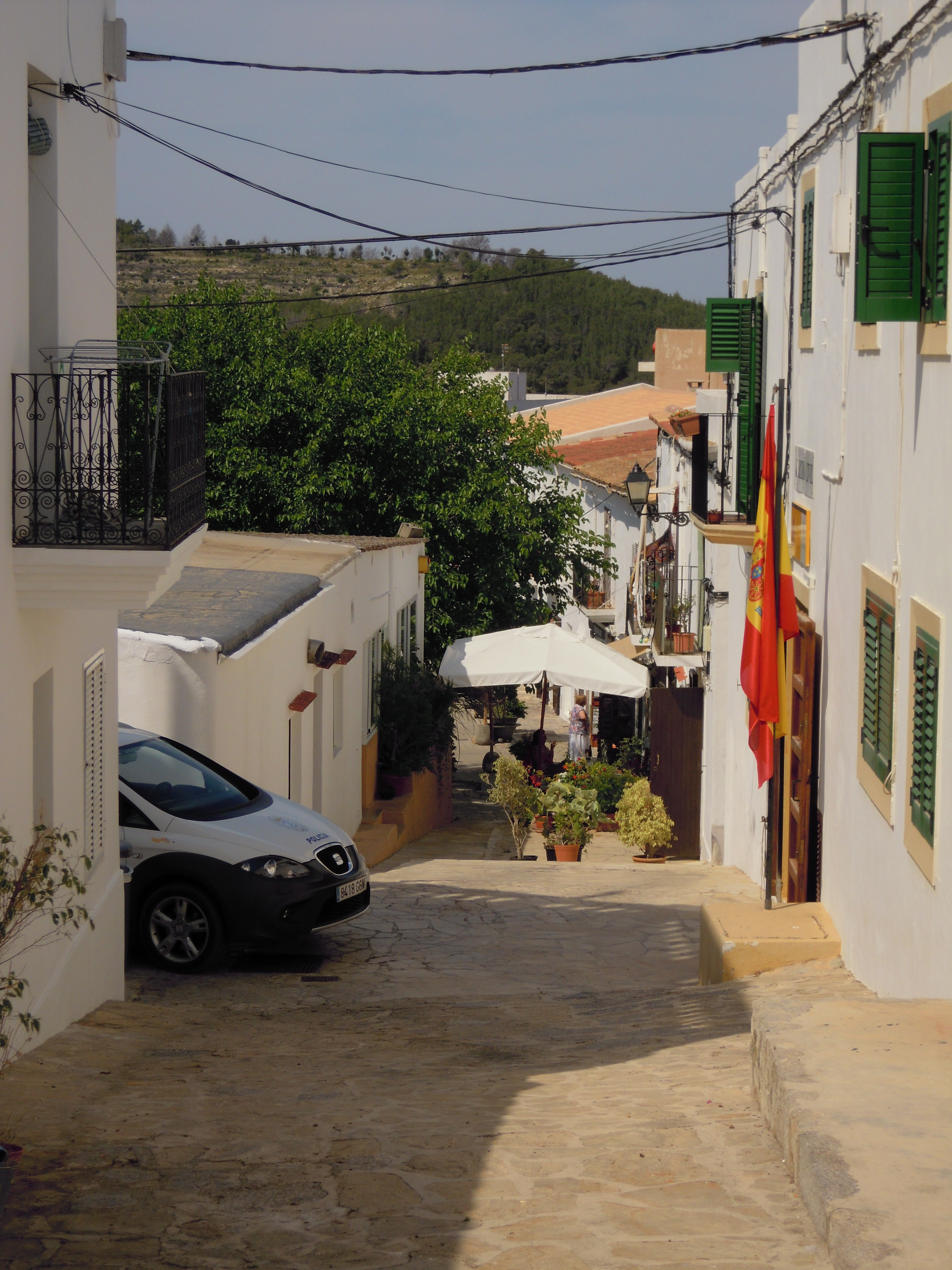
San Juan
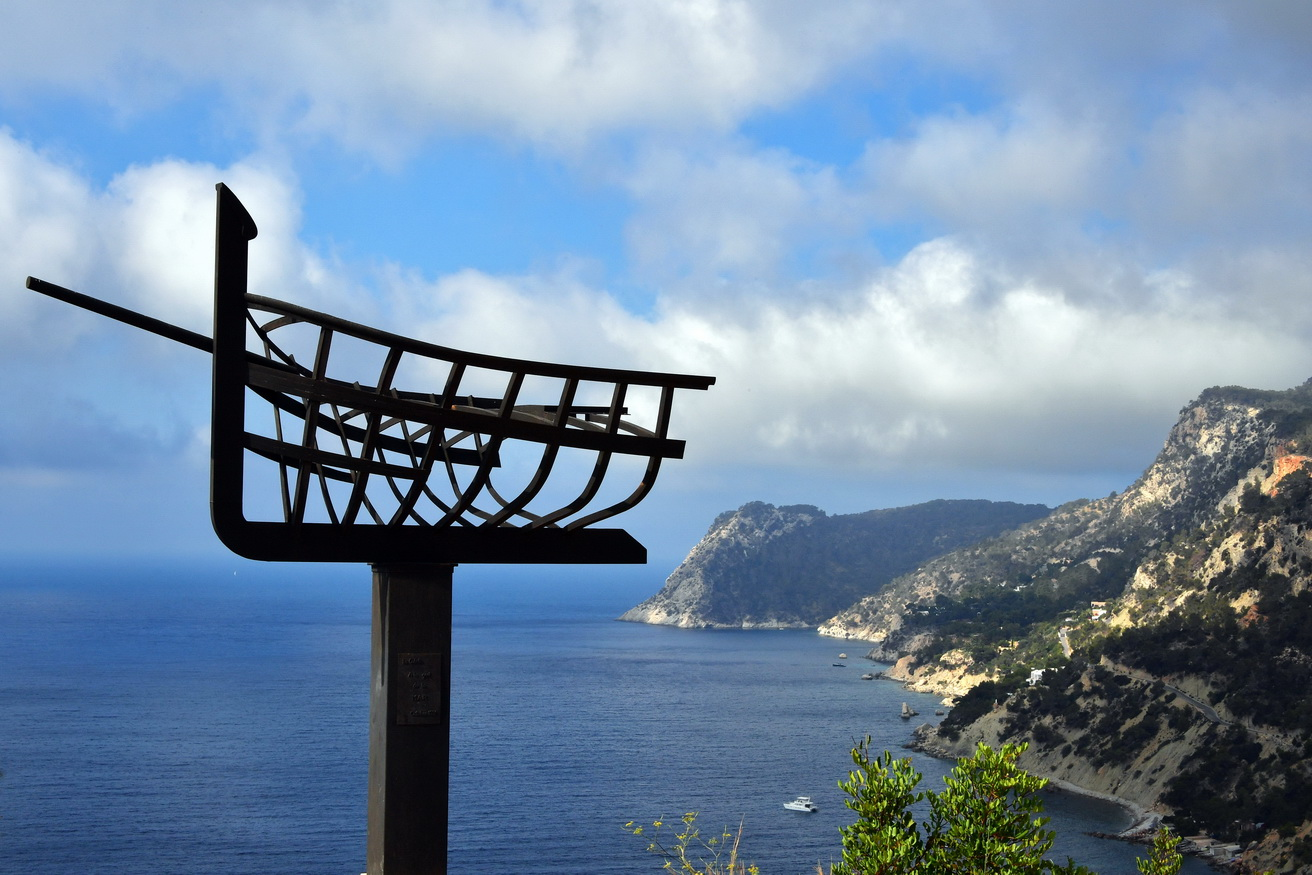
Es Cubells
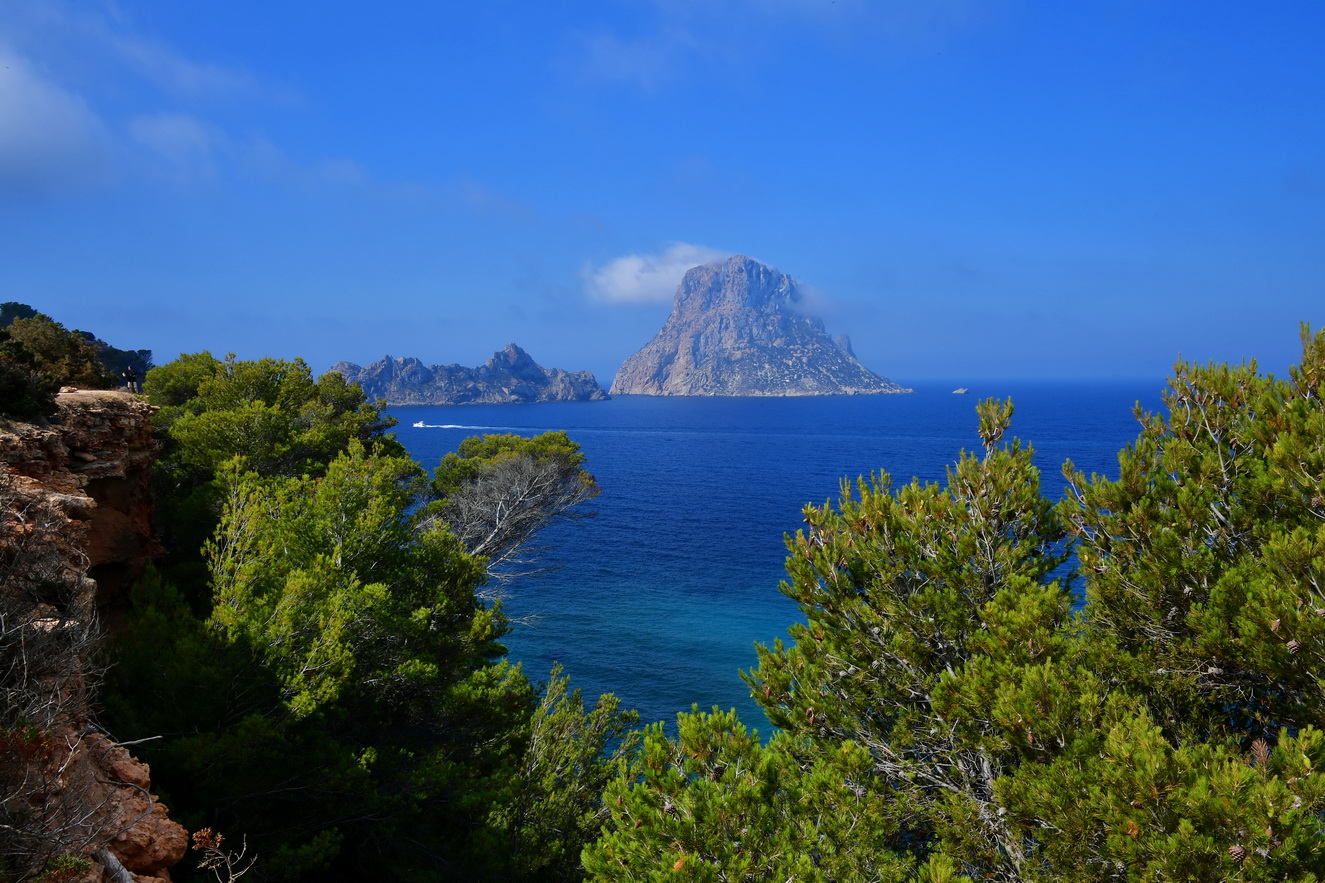
Es Vedrà

## Kultur
Das Kulturzentrum von Ibiza-Stadt Espai Cultural Can Ventosa liegt an der Avenida Ingnacio Wallis und ist in der ehemaligen Jugendstil-Fabrik für Strumpfhosen und Strümpfe (1925–1953) untergebracht. Hier finden Theateraufführungen, Konzerte, Tanzveranstaltungen, Konferenzen und andere Veranstaltungen statt. Es beherbergt außerdem die städtische Bibliothek und Unterrichtsräume. Vor dem Kulturzentrum liegt auch einer der auf Ibiza verlegten Stolpersteine.

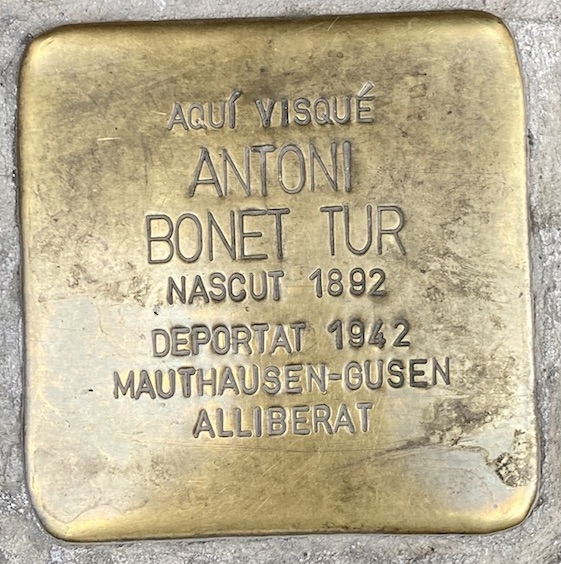
Hier wohnte Antoni Bonet Tur. Geboren 1892, deportiert 1942, Mauthausen-Gusen. Befreit

### Museen

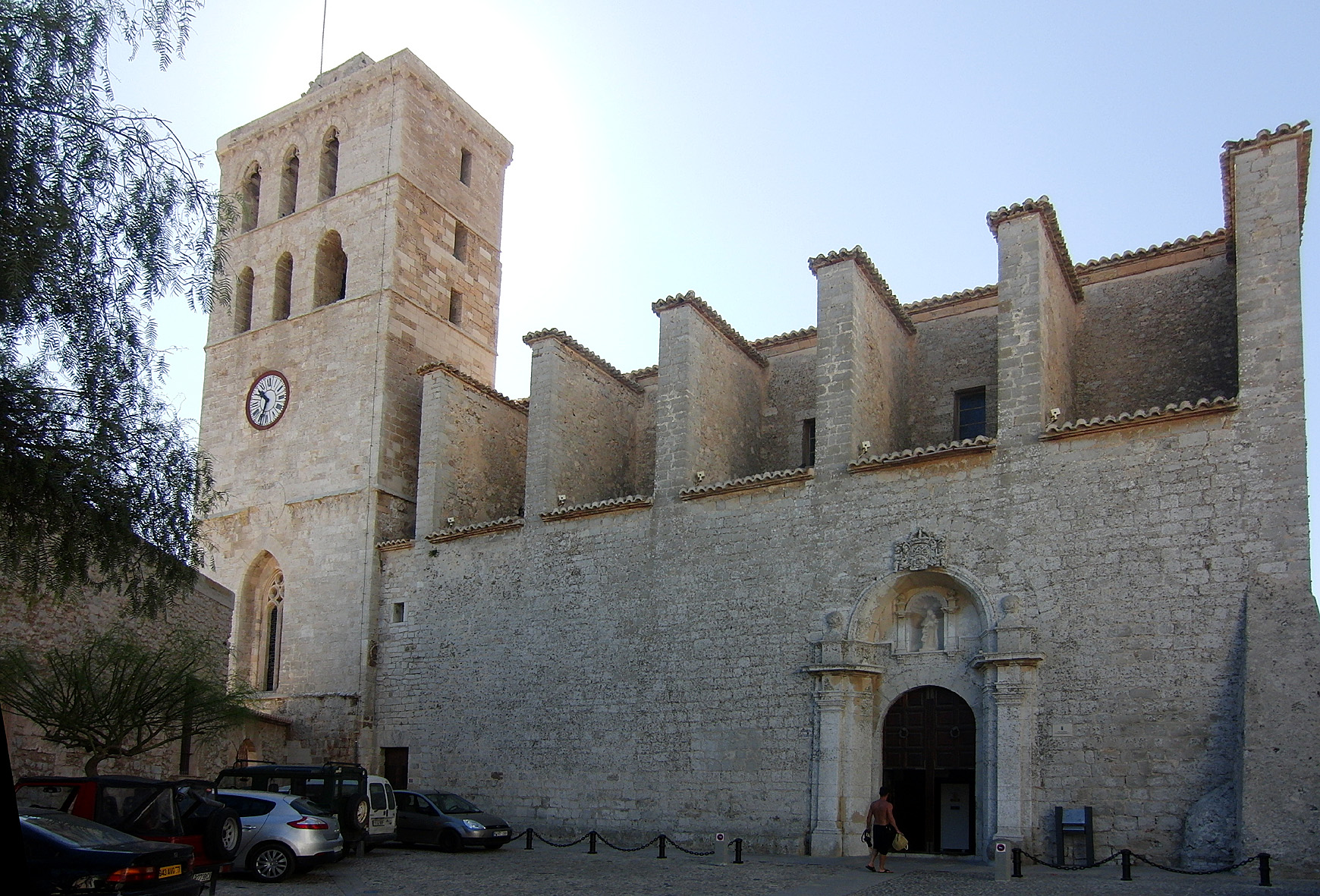
Die Kathedrale von Ibiza

Auf Ibiza gibt es verschiedene kulturelle Einrichtungen, wie Museen, Informationszentren zum Inselleben und Veranstaltungsorte.
- In der zum UNESCO-Weltkulturerbe zählenden Altstadt von Ibiza mit ihren Festungsmauern, die 1555 erneuert und erweitert wurden, kann an der Westflanke ein Freiluftmuseum besichtigt werden. Hier wird gezeigt, wie man sich gegen Feinde schützte und die Festung verteidigte.[7]
- Am höchsten Punkt der Altstadt, in Dalt Vila, steht die Kathedrale aus dem 14. Jahrhundert. Der Hauptaltar ist Maria de las Nieves (Maria Schnee) gewidmet. In der Kathedrale befindet sich das Museo Diocesa, das Museum der Diözese.
- Direkt an der Plaça de la Catedral befindet sich das Museo Arqueológico de Ibiza y Formentera.
- Gleich nebenan liegt das Centro de Interpretation Medina Yabisa (Calle Major, 2 Edificio La Cúria). Mittels einer Multimedia-Show und diversen Modellen wird das Leben zur Zeit der Mauren dargestellt.
- Ebenfalls in der Calle Major (no.18) befindet sich in einem alten Herrenhaus das Museo Puget. Hier werden 130 Gemälde der Künstler Narciso Puget Riquer und Narciso Puget Viñas gezeigt, die die Familie der Stadt vermachten. Teile des Hauses sind vermutlich noch aus dem 15. Jahrhundert.[8]
- Kurz bevor man die Altstadtfestung verlässt und in der unmittelbaren Nähe der Zugbrücke und Portal de ses Taules, befindet sich das Museo d'Art Contemporani d’Eivissa (MACE). Dieses Museum für Zeitgenössische Kunst beherbergt in einem der ältesten noch erhaltenen Gebäude der Altstadt von Ibiza eine Sammlung von auf Ibiza lebenden oder ehemals lebenden Künstlern. Auch verschiedene Arbeiten der internationalen Künstlergruppe Grupo Ibiza 59 sind zu sehen. Darüber hinaus zeigt das Museum immer wieder Wechselausstellungen renommierter Künstler, so z. B. von Joan Miró oder Cy Twombly. Bei Erweiterungsmaßnahmen wurden vor einiger Zeit Grundmauern eines Hauses aus römischer Zeit und diverse Artefakte freigelegt, die unter begehbaren Glasplatten sichtbar sind. (Lage: Ronda Narcis Putget).
- Nicht weit davon, Carreró de Sa Penya, 15, befindet sich die Casa Broner, ein von Erwin Broner umgestaltetes Haus im Bauhaus Stil, das ihm als Wohn- und Arbeitsort diente und auch Treffpunkt der Groupo Ibiza 59 war. Es kann besichtigt werden und gibt Einblicke in Broners Leben.[9][10]
- Ein weiteres archäologisches Museum befindet sich an der Nekropole von Ibiza, auf dem Puig des Molins (Eingang: Vía Romana, 31). Hier können einige unterirdische Grabanlagen besichtigt werden; und in dem neu gestalteten Museum sind einige Objekte der phönizischen und römischen Epoche ausgestellt.
- Reste einer der frühesten phönizischen Siedlungen des westlichen Mittelmeers können im Yacimiento fenicio de Sa Caleta besichtigt werden (zu Sant Josep gehörig an der Südküste gelegen). Auch dieser Teil gehört, wie andere Bereiche, zum UNESCO-Weltkulturerbe der Insel.[11][12]

### Theater und Musik

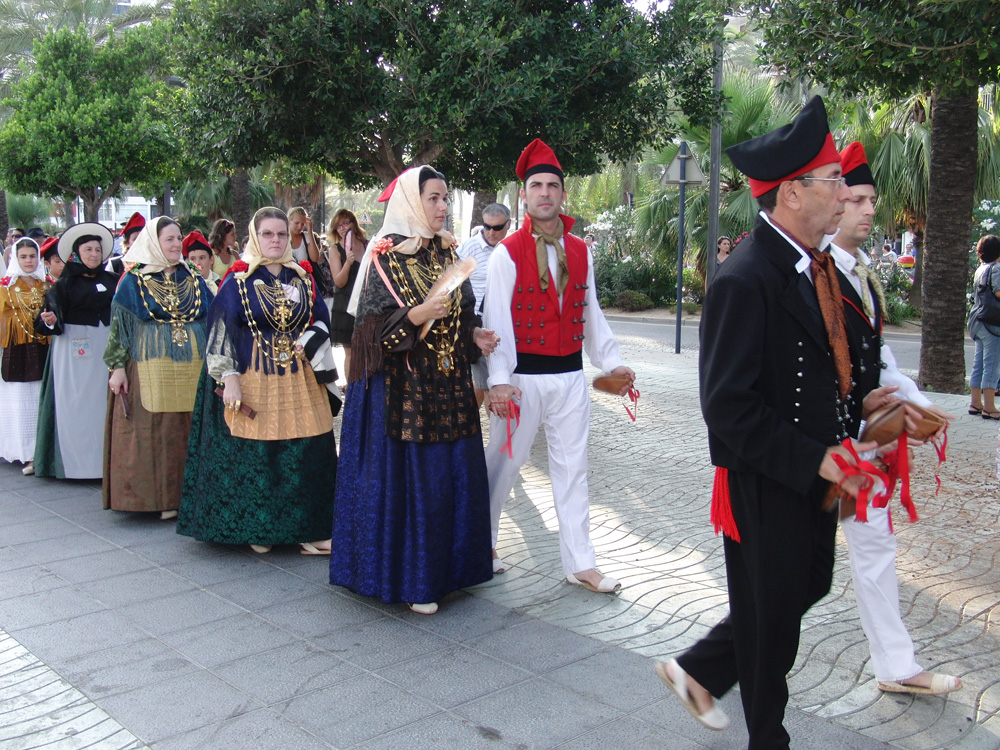
In Trachten mit großen Kastagnetten (Castanyoles)

- In Ibiza-Stadt wird Can Ventosa als Konzert und Theaterveranstaltungsort genutzt (Avinguda d’Ignasi Wallis, 26).
- In Santa Eulalia steht dafür das Kongresszentrum zur Verfügung (Palacio de Congresos de Ibiza, Avenida Salvador Camacho 9–11). Hier gibt es z. B. Konzerte von Jordi Savall oder Opern- und Tanz-Aufführungen.
- Die Karfreitagsprozession führt von der Kathedrale durch die engen Gassen der Altstadt in die Unterstadt. In der Passage der Torre de ses Taules kann man manchmal eine Saeta, einen spontanen, dem Flamenco ähnlichen Bittgesang hören.
- Auf den Patronatsfesten zeigen die Folkloregruppen der Insel ihre Tänze in originalen Trachten zur Musik, die auf der Einhandflöte mit Trommel (Flaüta y Tambor) und besonders großen Kastagnetten (Castanyoles) begleitet werden.
- Weihnachten und Ostern werden in manchen Dorfkirchen die Caramelles vorgetragen. Dies sind die Weihnachts- bzw. Ostergeschichten die mit der inseltypischen Musik und im Redoblar-Gesangsstil vorgetragen werden.[13][14][15][16]
- Um 1990 und den folgenden Jahren entstand auf Ibiza Ibiza House, ein Subgenre elektronischer Musik.

### Architektur

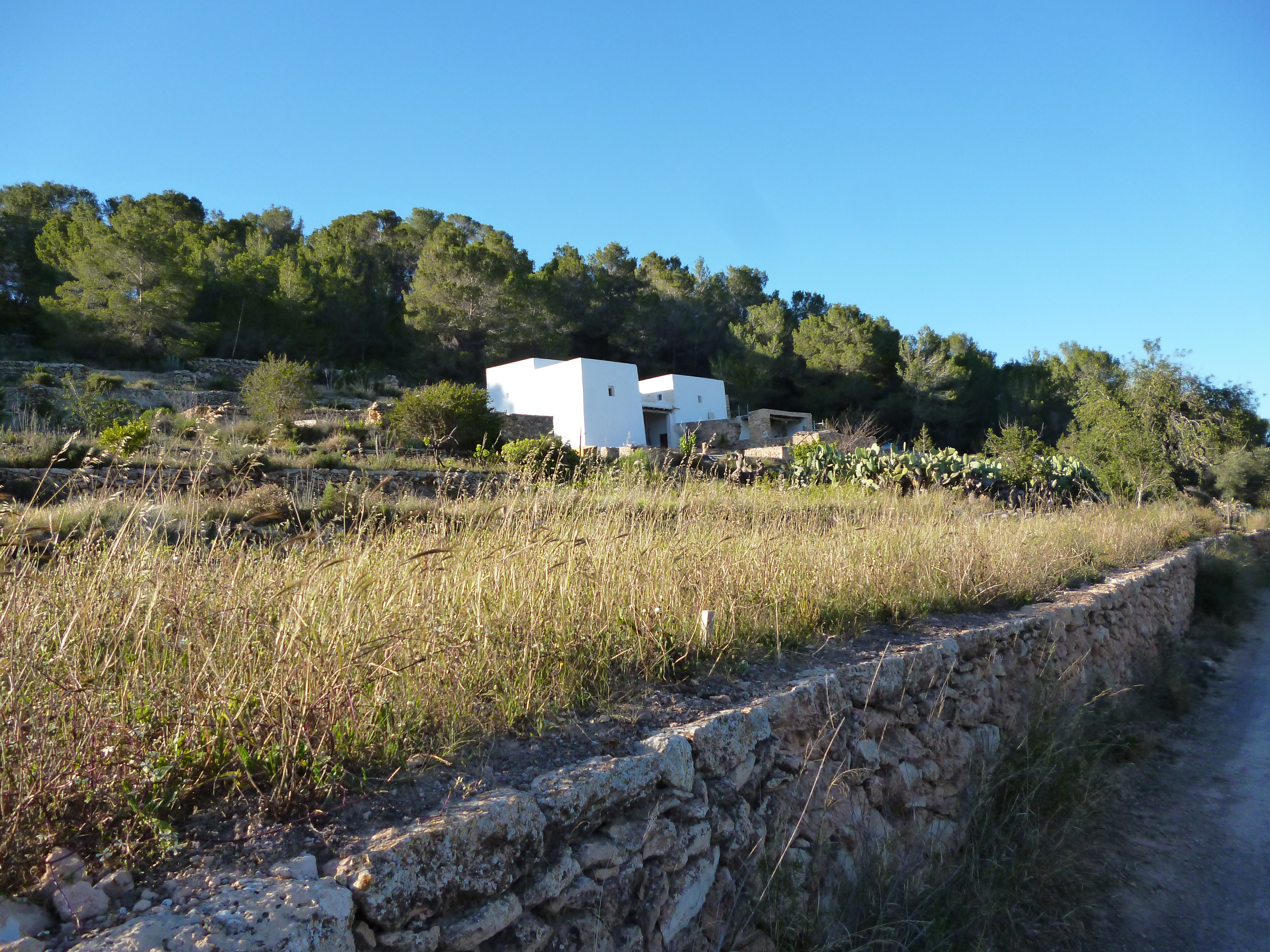
Can Frara, typische Bauweise einer alten Finca Ibicenca mit Steinmauer in Trockenbauweise

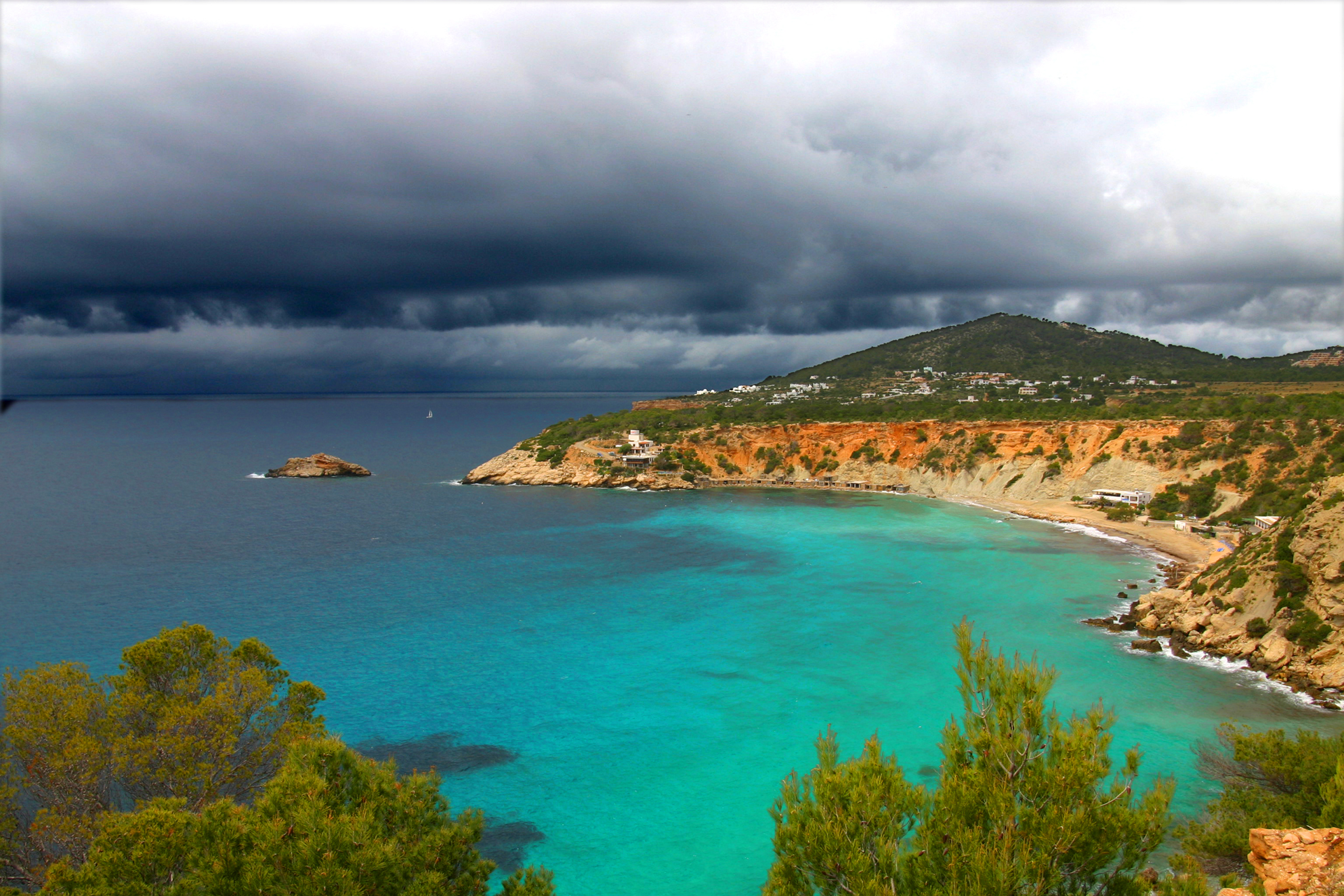
Gewitter vor Ibiza

Im 14. Jahrhundert wurde der erst im Jahr 1782 zur Kathedrale erhobene Kirchbau vollendet. Er steht auf dem höchsten Punkt der denkmalgeschützten Altstadt (Dalt Vila) und ist umgeben von der bereits in der zweiten Hälfte des 16. Jahrhunderts entstandenen Renaissance-Festung. Bereits in den 1930er Jahren kamen einige Intellektuelle wie Walter Benjamin, Wols, Raoul Hausmann, Walter Gropius oder Le Corbusier nach Ibiza. Alle erkannten das Besondere an der meist nur eingeschossigen Bauweise der alten Bauernhäuser auf der Insel und berichteten darüber. Die aneinander gesetzten Kuben dieser Landhäuser inspirierten auch die Bauhaus-Architektur. Auffallend sind neben den bis fast ein Meter dicken Steinmauern, die Anordnung der Räume. Fast immer ist der Eingang nach Süden ausgerichtet. Man betritt die Finca Ibicenca über eine Art Veranda (porxo), von der es zur einen Seite in die Küche geht. An diese angebaut ist ein Brotbackofen, in der Nähe eine Zisterne für Trinkwasser. An die Küche schließt sich noch der Vorratsraum an. Vom Porxo gehen verschiedene Schlafräume ab. Die Häuser haben ausschließlich Flachdächer, um das Regenwasser aufzufangen, welches in Zisternen gesammelt wird. Die Fenster sind sehr klein, so sind die Räume im Sommer kühl. Der deutsche Emigrant Erwin Broner, der lange Jahre auf Ibiza lebte, hat sich ausgiebig mit der Inselarchitektur befasst und einige alte Bauernhäuser modernisiert. In späteren Jahren hat der Kanadier Rolph Blakstad die Inselarchitektur genau studiert und im Neo-Ibizenkischen Stil gebaut. Der in Ibiza lebende belgische Architekt Philippe Rotthier hat die ausführlichste Publikation zur Architektur der Landhäuser Ibizas verfasst.

### Küche
Die ursprüngliche Küche Ibizas ist eine rein bäuerliche. Inzwischen gibt es auf Grund der vielen Touristen aus aller Welt über die gesamte Insel verstreut viele Restaurants mit internationaler oder moderner katalanischer Küche. Restaurants in den größeren Orten und Landgasthöfe konkurrieren in den Sommermonaten mit Strandrestaurants um zahlungskräftige Individualreisende. Die Paella, das spanische Nationalgericht, eigentlich ein Resteessen, gibt es in vielen Varianten. Die bekanntesten sind die Mixta mit Hühnchen-, Schweine- oder Kaninchenfleisch, etwas Fisch, einigen Garnelen und Muscheln und die Mariscos, nur mit Meeresfrüchten. Die gelbe Farbe erhält die originale Paella durch Safran. Es gibt die traditionellen Fischgerichte Bullit de Peix mit anschließendem Arroz a la Banda sowie die Frità de Pulpo, eine Tapa aus Tintenfisch mit etwas Kartoffeln, Paprika, Zwiebeln und Knoblauch. Ebenfalls sind Lammfleischgerichte (Lammkoteletts, -spießchen, -keule) und die rote Paprikawurst Sobresada oder die dunkle sowie helle Blutwurst Butifarra verbreitet. Ein deftiges, inseltypisches Gericht aus der bäuerlichen Küche ist der Sofrit Pages. Es enthält drei Sorten Fleisch, Lamm, Hühnchen, Wurst (Sobresada und/oder Butifarra) und Gemüse. Alioli ist ein inseltypisches Aioli, nur aus Knoblauch mit Olivenöl und Salz gefertigt. Ein einfaches Gericht ist auch die Coca, die es in unterschiedlichen Varianten gibt. Auf einem Mürbeteig werden rote Paprikastreifen (Coca de pebrera) oder Zwiebeln, Zucchini, Spinat oder Tomaten (Coca de verdura) kurz im Ofen gebacken und dann, ähnlich wie Pizza vom Blech, in handliche Teile geschnitten.
An Süßspeisen gibt es die Crema Catalana und den Fláo, einen Käsekuchen aus Ziegen- und Schafsmilch mit Anis und Hierbabuena (grüne Minze). Als inseltypisches Gebäck sind Orelletes (Öhrchen) ursprünglich ein Hochzeitsgebäck mit Anisgeschmack, Bunyols (span. Buñuelos) und Panellets zu nennen. Die Buñuelos, eine Art Krapfen oder Donut, aus Mehl mit etwas Anissamen in Öl ausgebackene und in Zucker gewälzte Kringel, sind wahrscheinlich jüdisch-maurischen Ursprungs. Die Panellets von Ibiza sind aus Marzipan oder einer Teigmischung aus Mandel- und Süßkartoffelmehl mit Pinienkernen garniert. Als inseltypische Nachspeise gibt es auch Greixonera, die aus Ensaimadas vom Vortag mit Milch zu einem Kuchen vermengt sind.

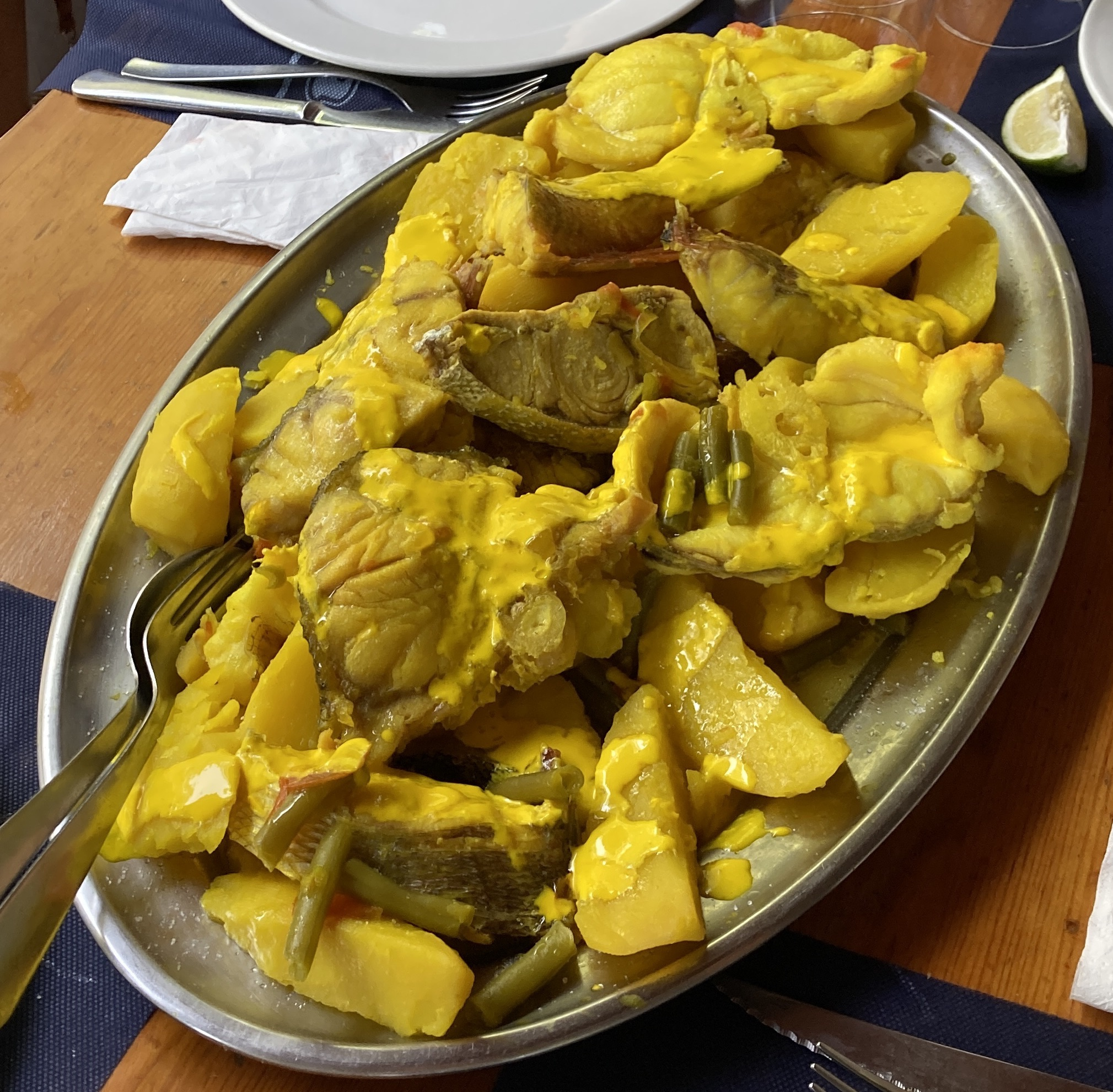
Die Fischplatte Bullit de Peix
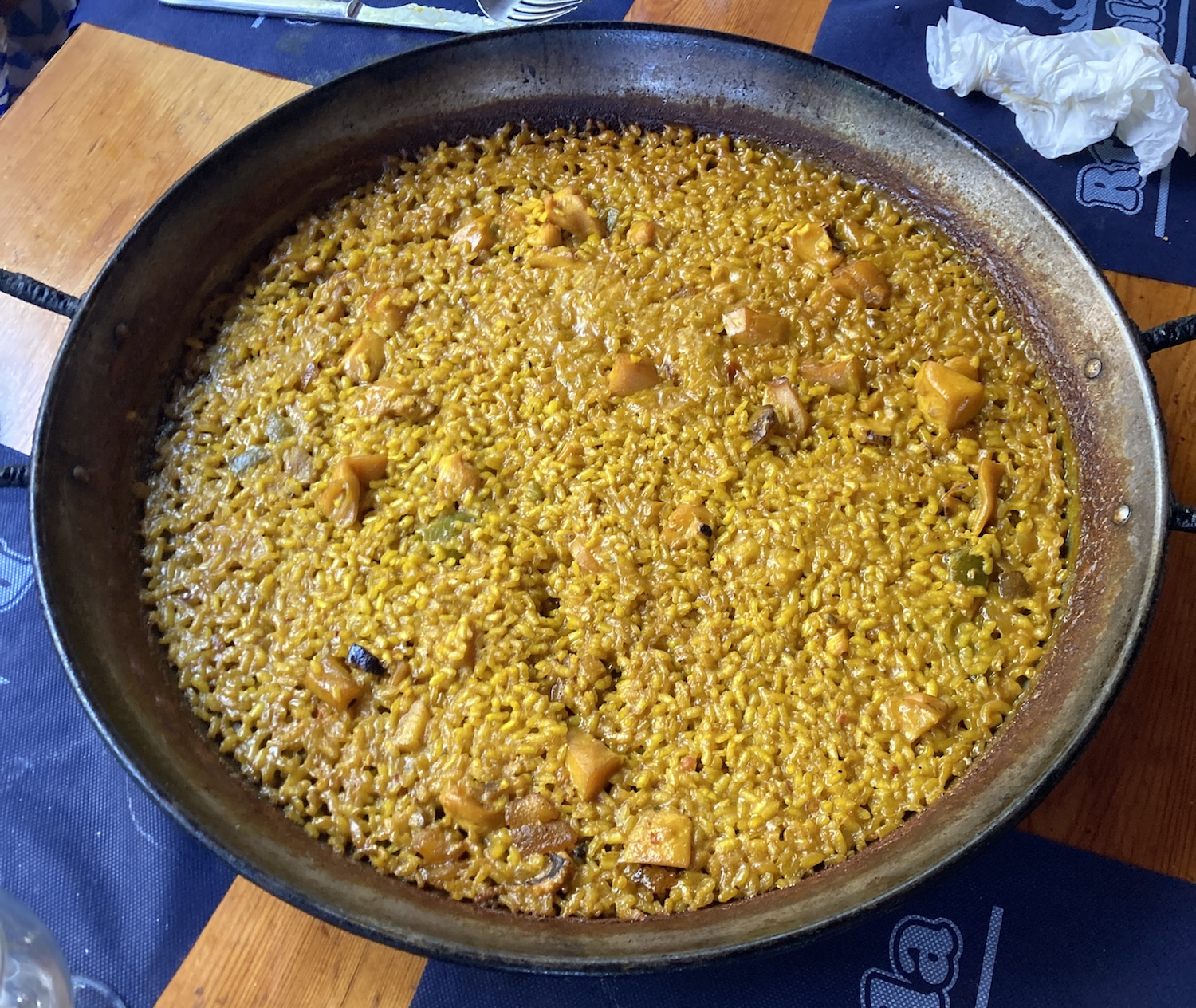
Zweiter Teil des Gerichts Bullit de Peix, der Arroz a la banda, das Reisgericht
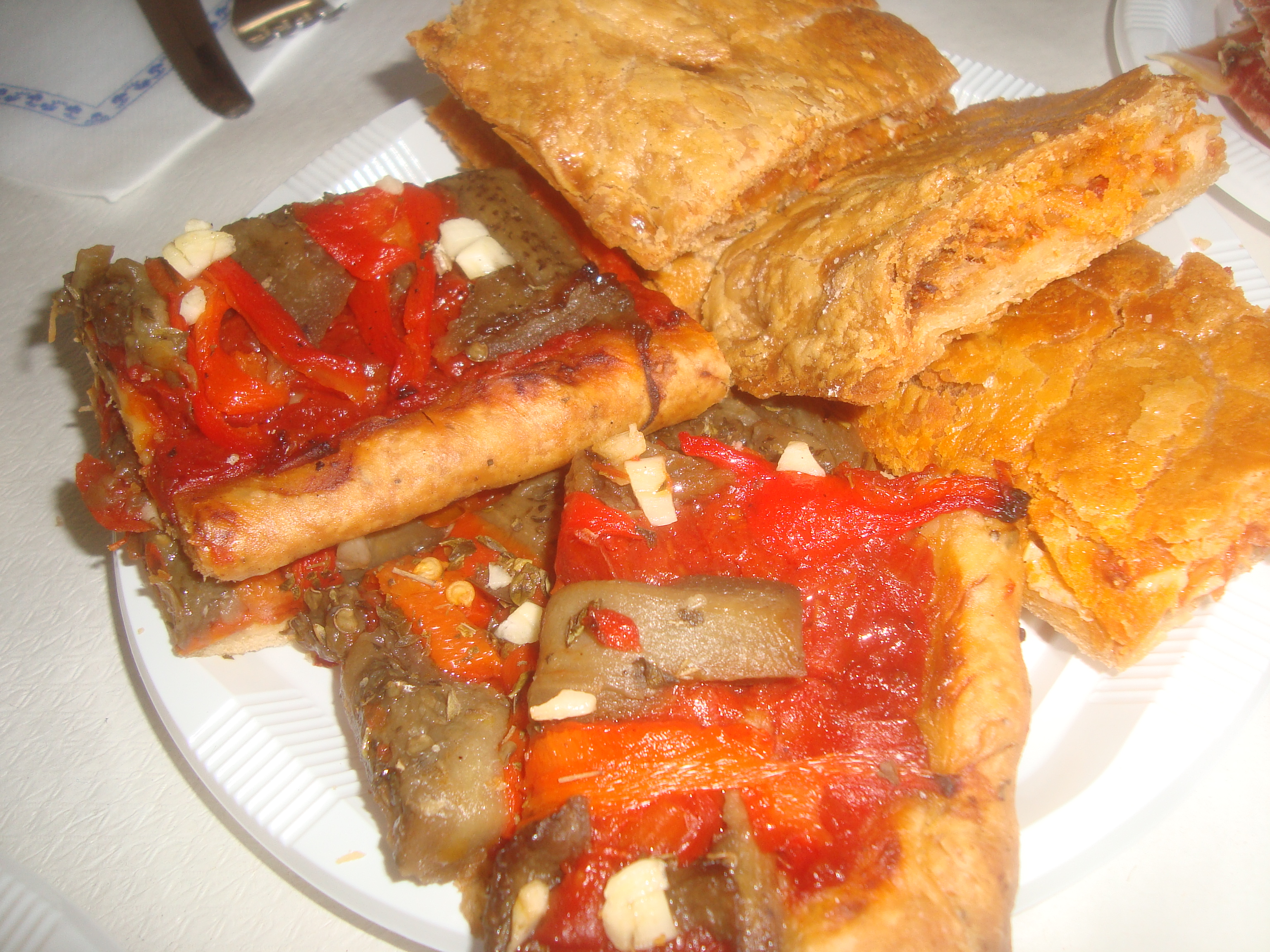
Coca mit roter Paprika
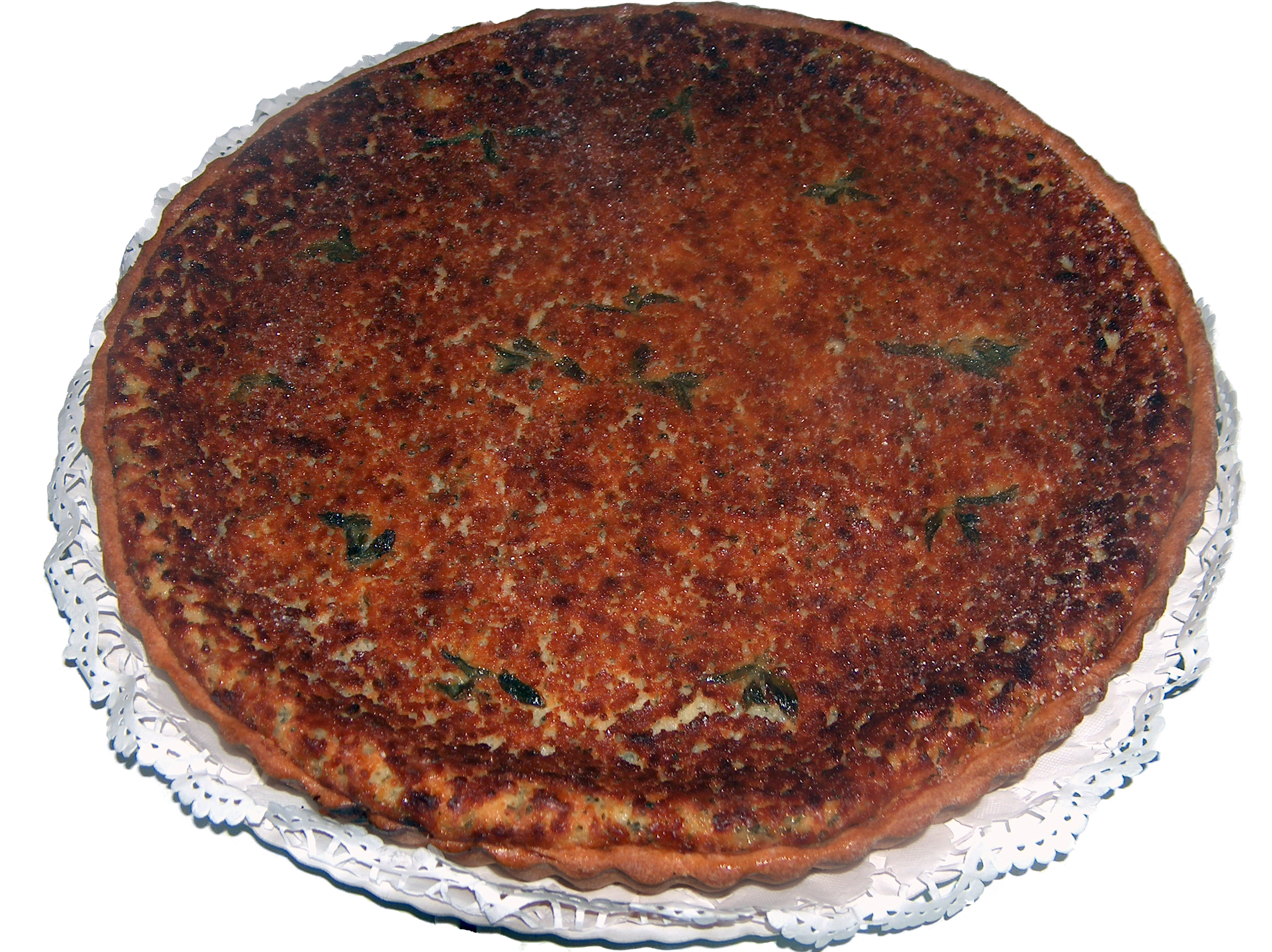
Flaó, der ibizenkische Käsekuchen
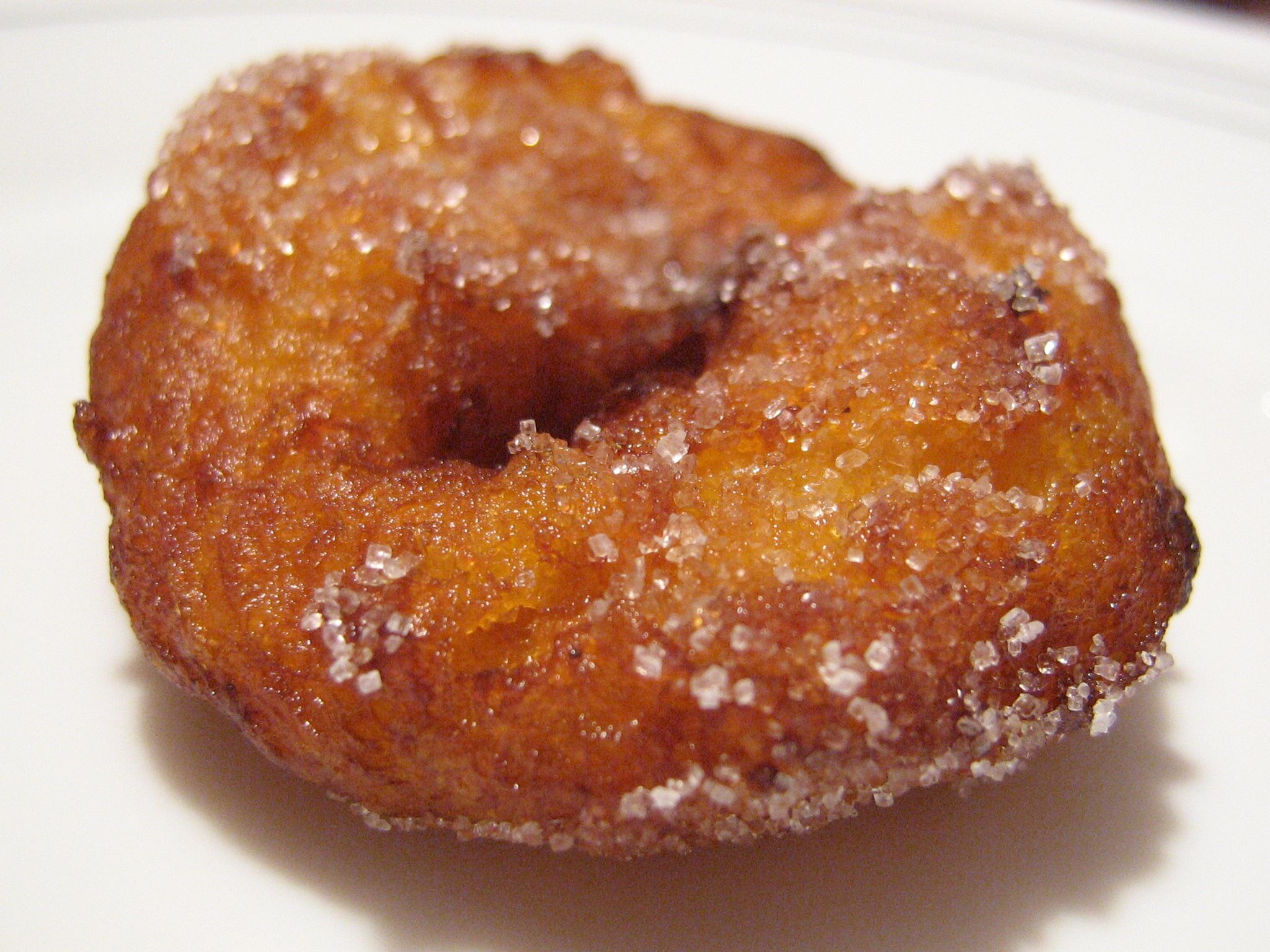
Buñuelo, ähnlich dem Krapfen
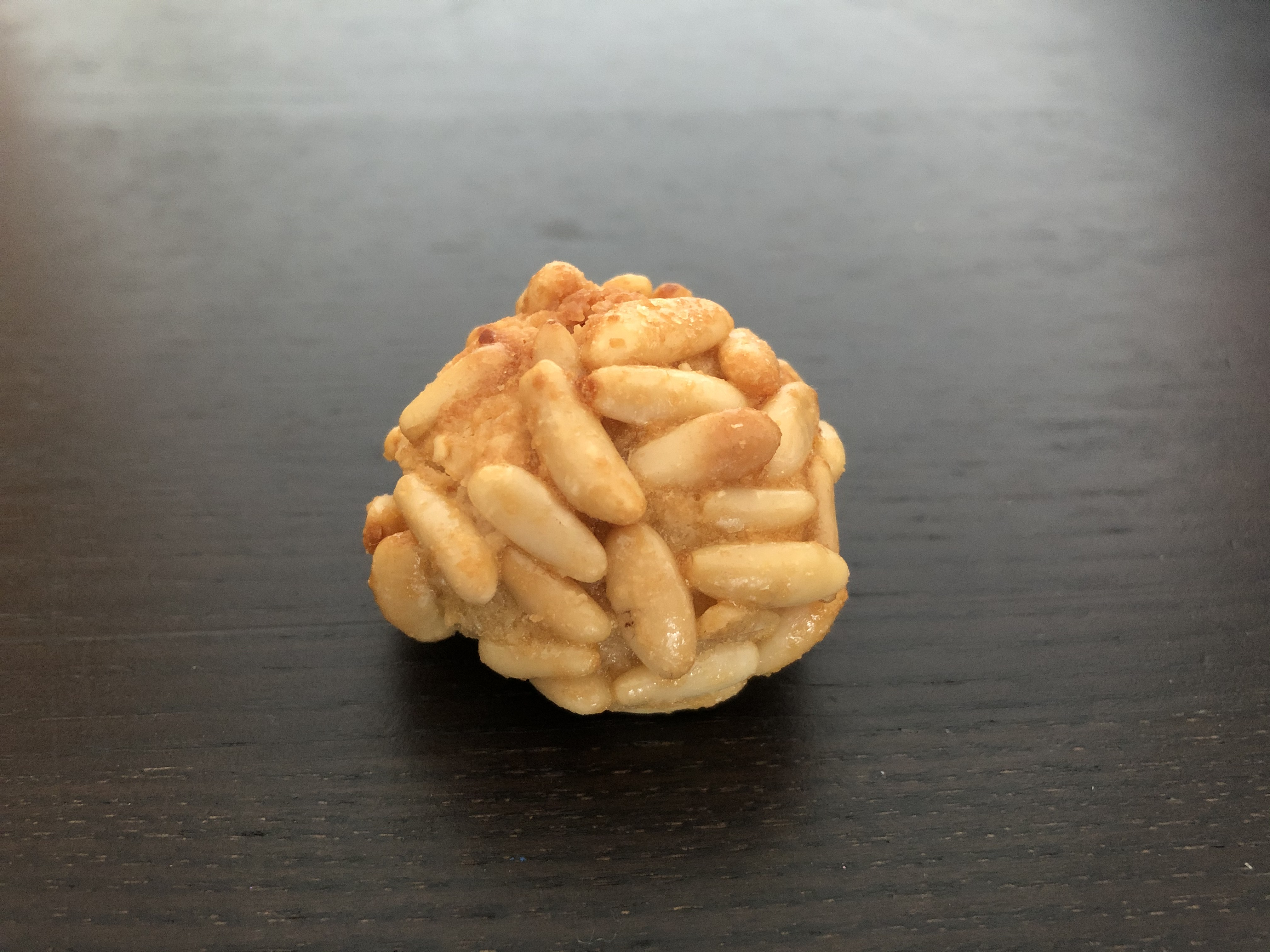
Panellet, Konfekt

### Sport
Neben den eher üblichen Sportangeboten wie Wandern, Laufen, Schwimmen, Reiten, Tennis oder Golf eignen sich auf Ibiza folgende Sportarten:
- Tauchen – es gibt ungefähr zehn Tauchbasen, die alle entweder in den größeren Orten, in den Touristenzentren oder an den größeren Stränden zu finden sind. Auf der offiziellen Webseite der Inselregierung Deportes De Ibiza[23] werden auf einer PDF-Liste 20 Tauchtouren mit Fotos, Karten und Schwierigkeitsgraden angezeigt. Durch die Seegraswiesen der Posidonia Oceanica ist das Wasser meist sehr klar. Die Fischvielfalt und -dichte ist eher gering. Hauptsächlich sind zu sehen Meerjunker (Coris julis), Schriftbarsch (Serranus scriba), Dicklippige Meeräsche (Chelon labrosus), Goldstrieme (Sarpa salpa), der Meerpfau (Thalassa pavo), manchmal auch Seesterne, Tintenfische oder die Mittelmeer-Muräne (Muraena Helena). Die früher häufig vorkommende Edle Steckmuschel (Pinna nobilis) ist inzwischen nicht mehr zu sehen und vom Aussterben bedroht. Sie steht auf der Roten Liste der gefährdeter Arten und in der gesamten Europäischen Union unter strengstem Schutz. Unangenehm können in bestimmten Jahren die Leuchtquallen (Pelagia noctiluca) sein, die wenn sie einen auf nackter Haut mit ihren Nesseln streifen, schmerzhaft brennen.
- Kajak – wiederum auf der Seite Deportes De Ibiza werden auf einer weiteren PDF-Liste mit Fotos, Karten, Start und Ziel, Entfernung und ungefährer Dauer 20 Kajak-Touren aufgeführt.
- Segeln, Windsurfen, Stand Up Paddling. Auch hier können in einigen Ortschaften, in Touristenzentren und an manchen Stränden Material ausgeliehen und Unterricht genommen werden.
- Kitesurfen und Wingfoil sind in den letzten Jahren immer populärer geworden. So fand 2024 in der Buch von San Antonio im Oktober erstmalig der Spanische Open Wingfoil Wettbewerb statt.[24]
- Seit einigen Jahren werden auf Ibiza auch vermehrt Halbmarathons, Streckenläufe und Mountainbike-Rennen veranstaltet.

## Wirtschaft und Infrastruktur
Hauptwirtschaftszweig von Ibiza ist der Tourismus.
Im September 2023 etwa haben Touristen auf Ibiza und Formentera Ausgaben in Höhe von rund 679 Millionen Euro getätigt. Die gesamten Einnahmen auf den Pityusen, auf Ibiza und Formentera durch den Tourismus betrugen in den ersten neun Monaten 2023 knapp 3,9 Milliarden Euro.

### Tourismus – historisch
Die Insel wurde erstmals Mitte der 1930er Jahre von britischen Touristen entdeckt. Nach der Reichspogromnacht 1938 flohen sechs Geschwister aus Lingen nach Ibiza und gründeten in der Bucht von San Antonio ein Hotel, das Hotel Playa (inzwischen abgerissen). Durch den Spanischen Bürgerkrieg und kurze Zeit später durch den Zweiten Weltkrieg kam der Tourismus aber schnell wieder zum Erliegen. Kurz nach Kriegsende kehrten zwar die ersten Touristen (und in den 1960ern auch einige Aussteiger und Hippies) auf die Insel zurück, aber erst in den 1970ern entwickelte sich der Tourismus in größerem Maße.

### Tourismus – aktuell
Heute reicht die geringe landwirtschaftliche Produktion auf der Insel Ibiza nicht mehr aus, um die Bevölkerung ausreichend zu ernähren, so dass die meisten Waren vom Festland importiert werden müssen. Wie auch auf den übrigen Balearen ist der Tourismus die Haupteinnahmequelle der Ibizenker, auch wenn er nicht die Größenordnung wie auf Mallorca erreicht. Im Jahre 2002 wurde die Insel von ca. 1,5 Millionen Touristen besucht, fast die Hälfte davon waren britische Urlauber, gefolgt von Deutschen, Italienern und Franzosen.
2016 war bislang für die Pityusen (Ibiza und Formentera) das erfolgreichste Jahr, so wurden mehr als 3 Millionen Touristen auf den Inseln gezählt. Im Gegensatz zu den anderen beliebten spanischen Touristenzielen wie Mallorca, den Kanarischen Inseln, Katalonien oder der Costa del Sol blieben die meisten Hotels (und Hotelketten wie Fiesta, Insotel, Sirenis und Invisa) jedoch bis heute in den Händen ibizenkischer Familien.
Für das Jahr 2017 rechnet die Balearische Hafenbehörde (Autoridad Portuaria de Balears) mit einer erneuten Zunahme des Kreuzfahrt-Tourismus. Es werden 191 Schiffe erwartet, die zusammen mehr als 340.000 Besucher nach Ibiza bringen werden. Eine Steigerung um 38,4 % zum vorangegangenen Jahr. Hiermit haben sich die Zahlen von 2009 bis 2017 der angelandeten Schiffe verdoppelt und die Passagierzahlen sind von 80.000 auf 340.000 angestiegen.
Für das dritte Trimester 2023, in der Zeit von Juli bis September, ergeben sich laut Umfrage der Anàlisi turístic Eivissa i Formentera (ATEIF) , bei 3.840 befragten Personen, folgende Angaben: Die durchschnittlichen täglichen Ausgaben der Besucher steigerten sich um 8 % auf 187,- EUR. Für ihren Aufenthalt gaben die Urlauber auf Ibiza durchschnittlich 1.731 EUR aus. Das sind 7 % mehr als im Jahr zuvor. Im Durchschnitt sind die meisten Urlauber zwischen 25 und 34 Jahr alt, übernachten in San Antonio, reisen mit Freunden und bleiben in 52 % der Fälle länger als eine Woche auf der Insel. Nach Herkunftsländern sortiert ergibt sich folgendes Bild: 37 % der Urlauber sind Spanier, 19 % Briten, 12 % kommen aus Italien und 11 % aus Frankreich. 53 % der Urlauber waren noch nie zuvor auf der Insel. Nachgefragt was am meisten gefiel, so waren es die Strände und Buchten (46 %) und was am wenigsten gefiel die überhöhten Preise (47 %).

### Salinen, Landwirtschaft

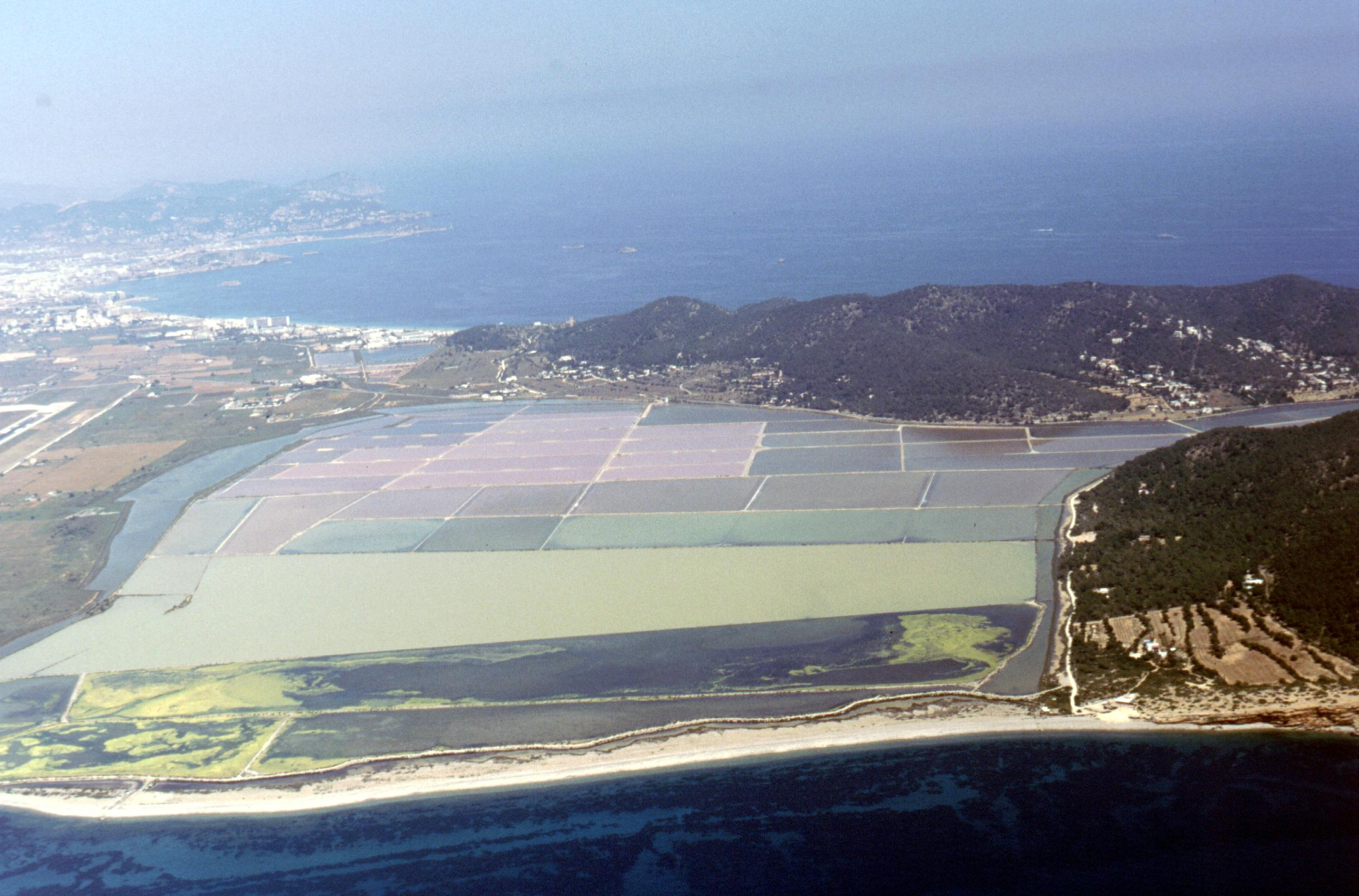
Teilansicht der Salinen

Im Mittelalter verdankte Ibiza den Salzfeldern Ses Salines, im Südwesten beim Flughafen gelegen, einen gewissen Wohlstand. Die Salzfelder waren bis ins 19. Jahrhundert Gemeineigentum („Universida“) und jeder Ibizenker war verpflichtet, zur Bewirtschaftung der Salzfelder beizutragen. Auch heute noch wird in den Salinen von Ibiza Salz gewonnen und exportiert. So wurden im Jahr 2016 65.000 Tonnen Salz auf einer Fläche von 450 Hektar abgeschöpft. Aufgrund der Trockenheit des Jahres war dies nach 18 Jahren die höchste Menge, die bislang gewonnen werden konnte. Ungefähr 19.000 Tonnen des Salzes werden zur Enteisung in den Norden Europas verschifft. Abnehmerländer sind Norwegen und Schottland. Die größte Menge wird allerdings zur Klippfischverarbeitung auf die Färöer-Inseln und nach Dänemark verkauft.
Das Innere der Insel wird für Landwirtschaft und Viehzucht, insbesondere die Schafzucht genutzt. Bis Mitte der 1960er produzierten die Bauern der Insel autark für den eigenen Gebrauch und nur zu einem geringen Teil für den Export.

### Veranstaltungen
Märkte
- Jeden Mittwoch zwischen 10 und 19 Uhr findet der Hippiemarkt Punta Arabi bei Es Canar, in der Nähe von Santa Eulària des Riu statt.
- Jeden Samstag – in der Hauptsaison auch Sonntags, Montags und Dienstags[34] – findet ein sogenannter Hippiemarkt auch in Las Dalias, kurz vor San Carlos statt.
- Und ebenfalls jeden Samstag findet eine Art Flohmarkt in San Jorge statt.

### Clubs

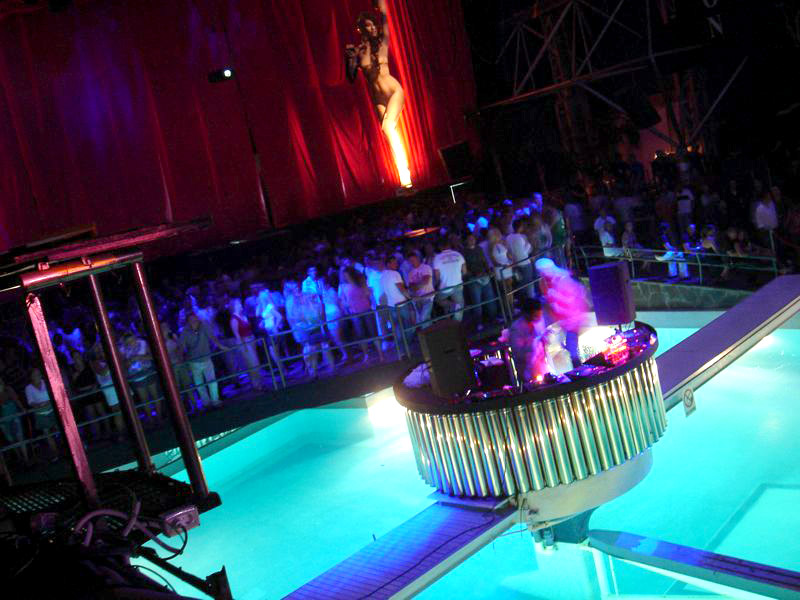
Das Privilege auf Ibiza

Seit Anfang der 1990er-Jahre hat sich die internationale Club-Szene mit ihren bekanntesten Disc-Jockeys auf Ibiza etabliert. Im Sommer steht den Besuchern darüber hinaus ein internationales Angebot an Radioprogrammen mit den Insel-DJs zur Verfügung. In den Bergen Ibizas finden regelmäßig zu Vollmond Goa-Partys statt, die mehrere Tage andauern können.
Die größten Diskotheken auf Ibiza:
- Privilege, Sant Rafel: Das Privilege war bis Sommer 2019 geöffnet und soll im Sommer 2025 unter einem neuen Namen wiedereröffnet werden.[35] Mit einem Fassungsvermögen von rund 14.000 Menschen war es die größte Diskothek der Welt (Eintrag im Guinness-Buch der Rekorde). In der Hauptsaison von Juli bis August sind im Durchschnitt pro Nacht 10.000 Gäste auf den Tanzflächen. In den 1970er und 1980er Jahren hieß das Privilege noch Ku und war ein Treffpunkt des internationalen Jetset.
- [UNVRS] AM 31. Mai 2025 eröffnete am Ort des ehemaligen Privilege, in San Rafael der komplett neu gestaltete Club. Direktor ist der Franzose Yann Pissenem, der u. a. den US-amerikanischen Schauspieler und Musiker Will Smith präsentierte.[36]
- Amnesia, Sant Rafel: Gegründet im Jahr 1970, bietet es heute rund 5.000 Menschen Platz. Das Amnesia wurde im Rahmen der Winter Music Conference zum „Best Global Club“ der Jahre 2006, 2007 und 2008 gewählt.[37][38][39] Die populärsten DJs sind Armin van Buuren, Paul van Dyk, Sven Väth, Richie Hawtin, Tiësto, Marco Carola, Carl Cox, Marco V oder Paul Oakenfold.
- Es Paradis, Sant Antoni de Portmany: Es Paradis ist mit einem Fassungsvermögen von 1.675 Personen der kleinste unter den populären Großclubs auf Ibiza. Bekannt ist es unter anderem für seine Partys Twice As Nice oder Extreme Euphoria Vs Tidy. Es Paradis wird vor allem von Briten besucht.
- Gatecrasher, Sant Antoni de Portmany: Das Gatecrasher (früher Eden) ist einer der jüngsten Clubs auf Ibiza. Es entstand im Jahr 1999 aus dem Club Kaos und zog kurz darauf in ein neues Gebäude um. Die Diskothek liegt in San Antonio direkt an der Strandpromenade und gleich neben dem Club Es Paradis. Das Gatecrasher ist vor allem durch Besucher aus Großbritannien frequentiert.
- Space, Sant Jordi de ses Salines: Das Space lag in Laufweite zur bekannten Playa d’en Bossa, dem Strand der Partygänger. Der Club hatte wie die anderen bekannten Diskotheken der Insel viele Veranstaltungsreihen mit bekannten DJs anzubieten, unter anderem We love Space. Jeden Dienstag präsentierte Carl Cox mit Revolution eine weitere Partyreihe. Das Space erhielt bei den International Dance Music Awards die Auszeichnung Best Global Club im Jahr 2005 und erneut 2006.[40][41] 2011 wurde das Space durch eine Leserumfrage des Musikmagazines DJ Mag zum besten Club der Welt gekürt.[42] Am 2. Oktober 2016 wurde das Space nach 27 Jahren geschlossen. An der Abschlussfeier nahmen ca. 15.000 Personen teil. Am selben Ort eröffnete 2017 ein Luxus-Club mit dem Namen Hï Ibiza, der ebenso wie der Club Ushuaïa zur Grupo Empresas Matutes gehört.[43][44]
- Ushuaïa Ibiza Beach Hotel, Sant Jordi de ses Salines: Das Ushuaïa liegt gegenüber vom Hï und ist Teil des Ushuaïa Hotel Komplex. So können Hotelgäste die Shows abends von ihren Balkonen verfolgen. Der Club hat eine Kapazität von 7866 und wurde 2018 zum zweitbesten Club weltweit gewählt.[45] Wöchentliche Partyreihen sind unter anderem Ants, Tomorrowland Presents: Garden Of Madness und BIG By David Guetta. Avicii hatte seinen letzten Auftritt am 28. August 2016 in diesem Club.[46]
- Pacha, Ibiza: Das Pacha ist der einzige große Club in der Stadt Ibiza, der das gesamte Jahr über geöffnet hat. Mit einer Kapazität von rund 3.000 Menschen zählt es allerdings zu den kleineren Diskotheken. Bekannt geworden ist das Pacha vor allem durch seine Partyreihen Swedish House Mafia, David Guettas F*** Me I’m Famous und Erick Morillos Subliminal Sessions. Das Markenzeichen des Clubs ist sein Logo, bestehend aus zwei miteinander verbundenen Kirschen. 2016 verkündete der Eigentümer der Grupo Pachá Ricardo Urgell, dass der Club Pachá inklusive Hotel, dem Cabaret Lío und dem Hotel Destino für 350 Millionen Euro an die Private-Equity-Gruppe Trilantic Capital Partners im Oktober verkauft werde.[47]
- Café del Mar, Sant Antoni de Portmany: Café am Meeresstrand, bekannt durch seine gleichnamigen Soul-House- und Chill-Out-Compilations.

### Verkehr
Das Straßennetz der Insel ist auf die Hauptstadt Ibiza ausgerichtet. Die meist gut ausgebauten Straßen führen durch die stark von Hügeln geprägte Landschaft. Zwischen dem internationalen Flughafen Ibiza und dem nördlichen Stadtrand von Ibiza existiert eine autobahnähnliche Straße von etwa 10 km Länge, die E-20. Darüber hinaus gibt es seit 2011 eine weitere Schnellstraße mit diversen Kreisverkehren von Ibiza nach San Antonio. Das Radwegenetz ist neueren Ursprungs und wird ständig erweitert.

### Energieversorgung
- Liste der Kraftwerke auf den Balearischen Inseln

## Fauna und Flora
Pinienwälder, Berge, das Meer und weit verstreute Fincas prägen das Bild von Ibiza.
Abgesehen von den vielen bekannten Stränden und Buchten weist die Insel Ibiza einen fast gänzlich unbekannten Reichtum an Tieren und Pflanzen auf.

Die Insel lässt sich grob in vier Landschaftszonen unterteilen: Die Nord- bzw. Steilküste, Wälder und Garrigue, Kulturland und Bauernland, Strände und Buchten.

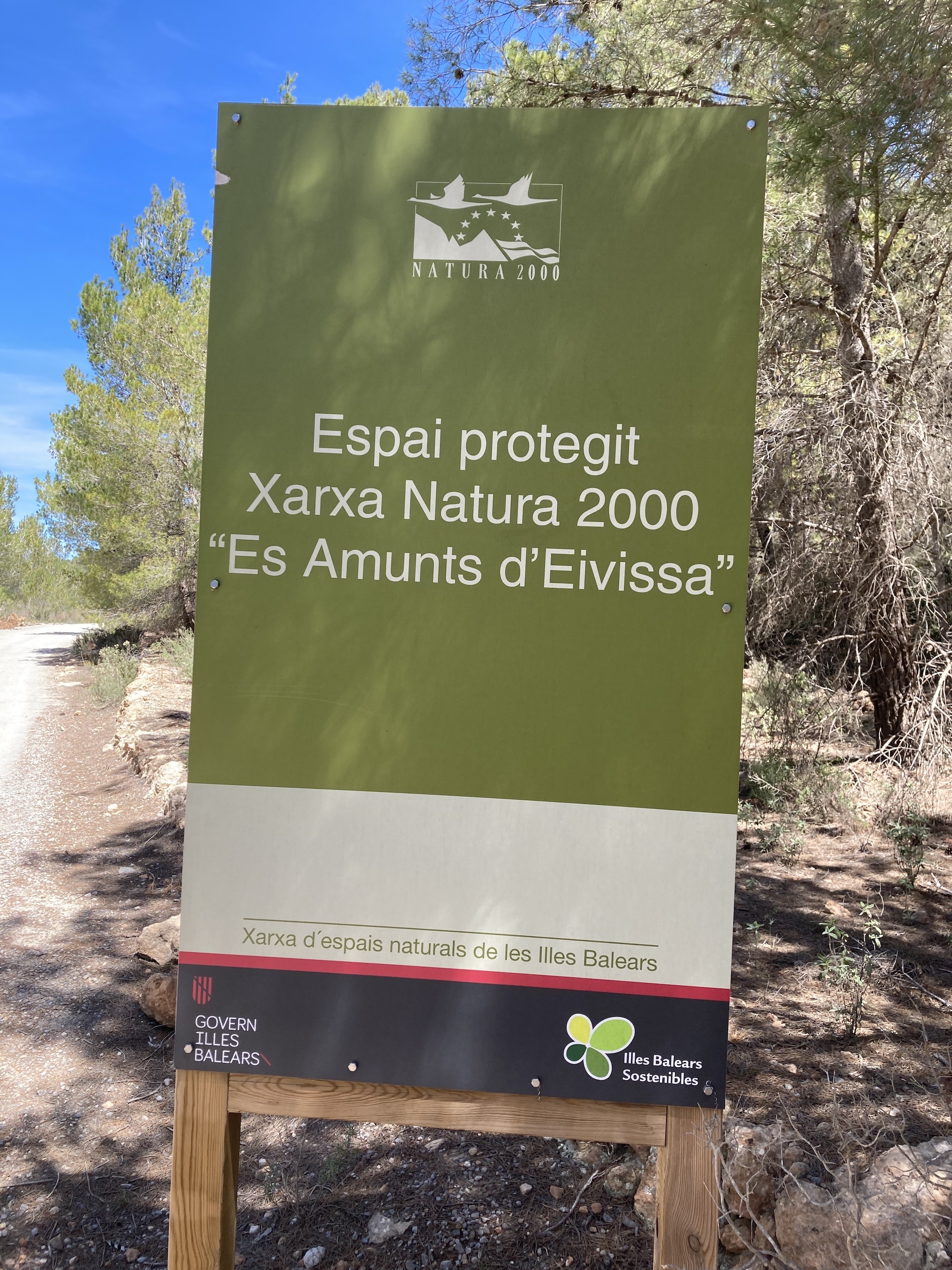
Hinweisschild in einem Naturschutzgebiet auf der Insel Ibiza

Die Nordküste, Es Amunts, die Anhöhen, stehen weitestgehend unter Naturschutz. Das Gebiet reicht von dem Hochplateau bei Santa Agnès de Corona bis zur Nord-Ostspitze der Insel zur Punta Grossa in der Nähe der Cala San Vicente. Diese Region ist dünn besiedelt, es gibt kaum Ortschaften und nur wenige zugängliche Buchten oder Strände und daher fast keinen Tourismus.
In den ausgedehnten immergrünen Pinienwäldern (Pinus pinea) und in der Garrigue, dieser Landschaften, die oft mit Wacholderbüschen, Rosmarin, Thymian und anderen Wildkräutern durchsetzt sind, wachsen u. a. auch die seltene Steineiche, autochthone Orchideen und Wildgladiolen. Es ist auch das Rückzugsgebiet der sehr selten gewordenen Ginsterkatze(Genetta genetta subsp. isabelae).
An den Küsten, Stränden und Buchten und in den Feuchtgebieten wie Ses Salines, den Wasserbecken zur Salz-Gewinnung und Ses Feixes, den vermutlich von den Mauren im 11. Jahrhundert angelegten beiden Kleingarten-Zonen um die Stadt Ibiza, die zum UNESCO-Weltnaturerbe zählen, wachsen besonders salzwasserresistente Pflanzen. Diese Feuchtgebiete sind außerdem die Brutplätze zahlreicher Wasservögel. Eine Flamingo-Kolonie lebt inzwischen wieder ganzjährig in den alten Salzbecken von Ses Salines. Turmfalken (seltener Eleonorenfalken), Fischadler und viele weitere Vogelsorten wie Möwen (Lachmöwen, Silbermöwen, Sturmmöwen und seltener die Korallenmöwe). Schwalben, Reiher (Nachtreiher, Silberreiher, Seidenreiher), Kormorane und Stelzenläufer leben ebenfalls in diesen Zonen.
Das Kultur- und Bauernland der Insel Ibiza zeichnet sich vornehmlich durch eine bereits aus dem Mittelalter bekannte Form der Dreifelderwirtschaft aus. Meist wird auf diesen Feldern Weizen (trigo), Gerste (cebada) oder Hafer (avena) angepflanzt. Typischerweise wurden in lockerer Abständen dazwischen Mandel-, Oliven-, Johannisbrot- und Feigenbäume kultiviert. An den Rändern der Felder, die oftmals terrassiert sind und traditionell mit Steinmauern in Trockenbauweise eingefasst wurden, wachsen Wildpflanzen und Weinstöcke für den Bauernwein (vi pagès). Klatschmohn, Margeriten (Chrysanthemum coronarium), Schafgarben, wilder Fenchel (Foeniculum vulgare) und wilder Spargel oder Zistrosen. Hier leben Rebhuhn, Wachtel, Milane, Schleiereule und Zwergohreneule oder Wiedehopfe. Außerdem Stieglitze, Finken, Drosseln, Samtkopf-Grasmücken oder Meisen, Ringel- und Turteltauben.
In Gegenden mit Grundwasservorkommen oder Tiefbrunnen wie bei San Antonio werden Obst und Gemüse angepflanzt. Hier insbesondere Melonen, Tomaten, Weintrauben, Zitrusfrüchte, aber auch Hülsenfrüchte wie Bohnen, Linsen oder Erbsen. In der Gegend um Santa Gertrudis, die als ebenso fruchtbar gilt wie die große Ebene vor San Miguel, wachsen Obstbäume mit Kirschen, Pfirsichen, Aprikosen, Mangos oder Avocados. Das Tal von San Mateo ist für seinen Weinbau bekannt. Neben der Hunderasse Podenco Ibicenco (katalanisch Ca Eivissenc), dem auffälligsten Tier der Insel, gibt es auf Ibiza noch eine Reihe weiterer autochthoner Tiere. So etwa das Bauernhuhn Pollo payes, die Oveja ibicenca, das ibizenkische Schaf, ein Wildkaninchen und die Pityusen-Eidechse (Podarcis pityusensis).

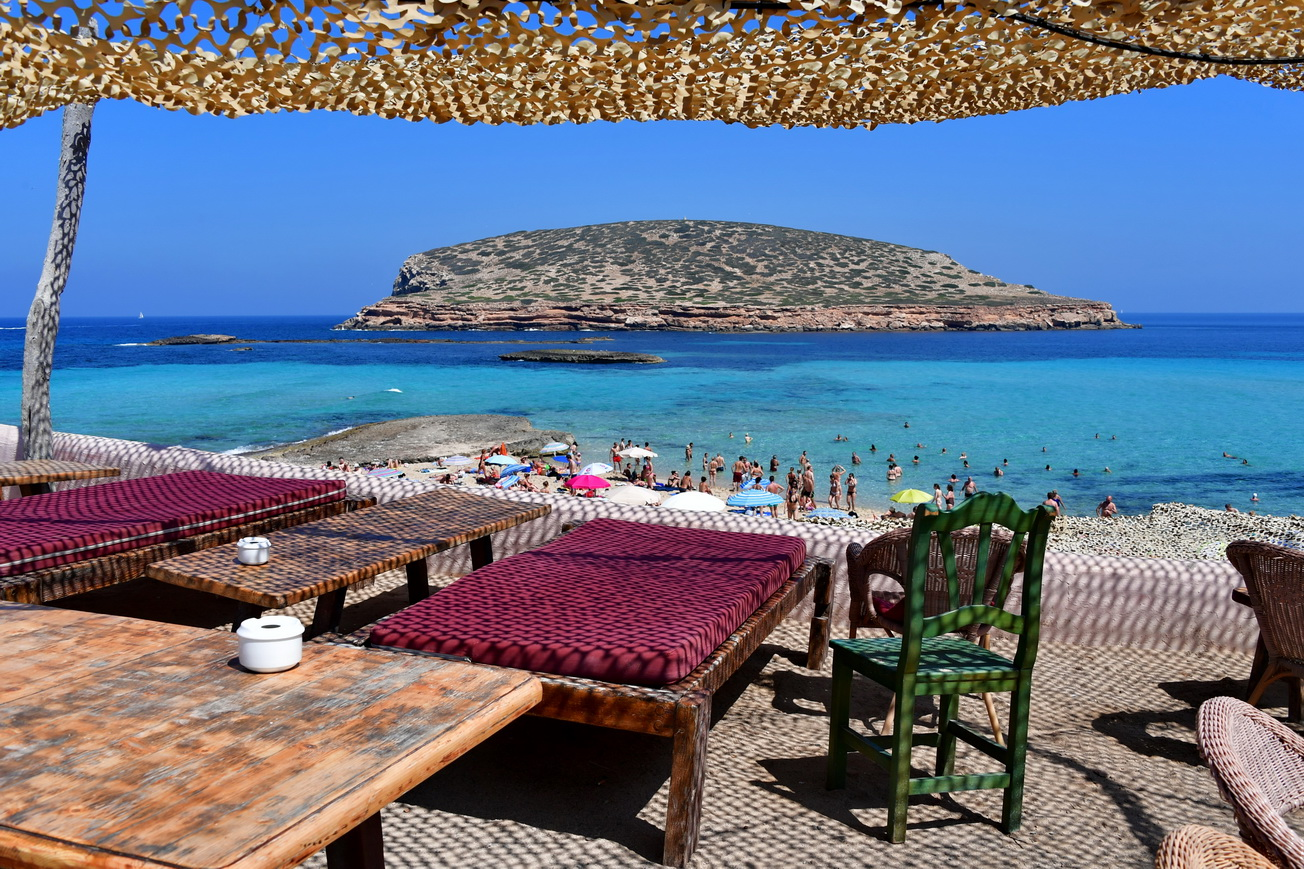
Cala Conta mit Isla del Bosque
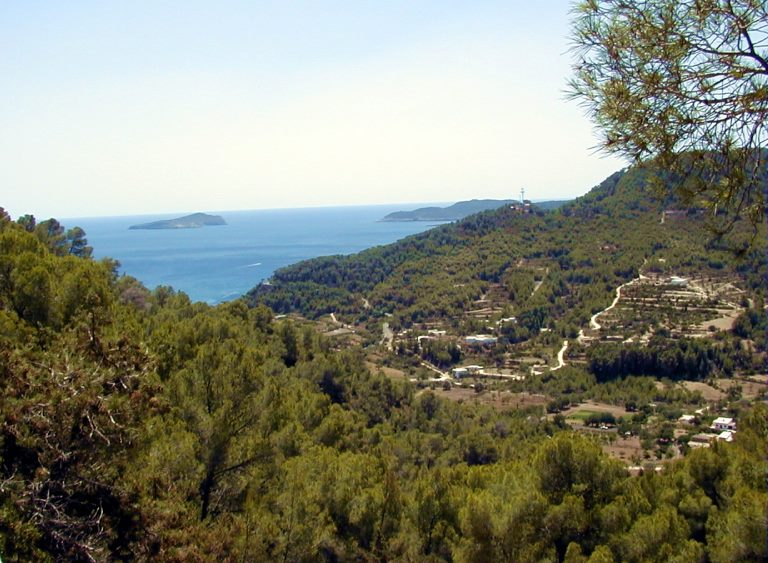
Landschaft von San Vicente.
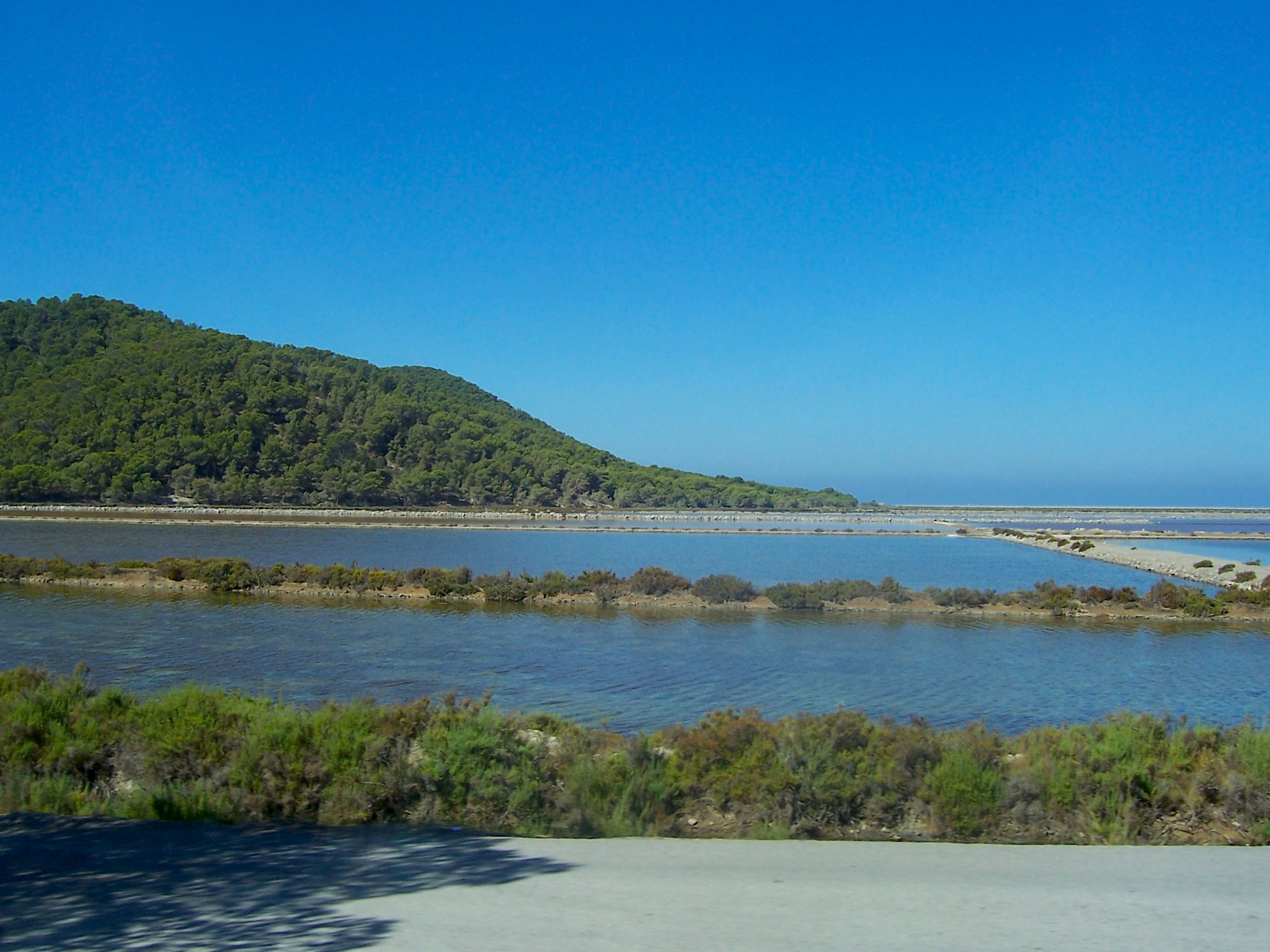
Salinen von Ibiza
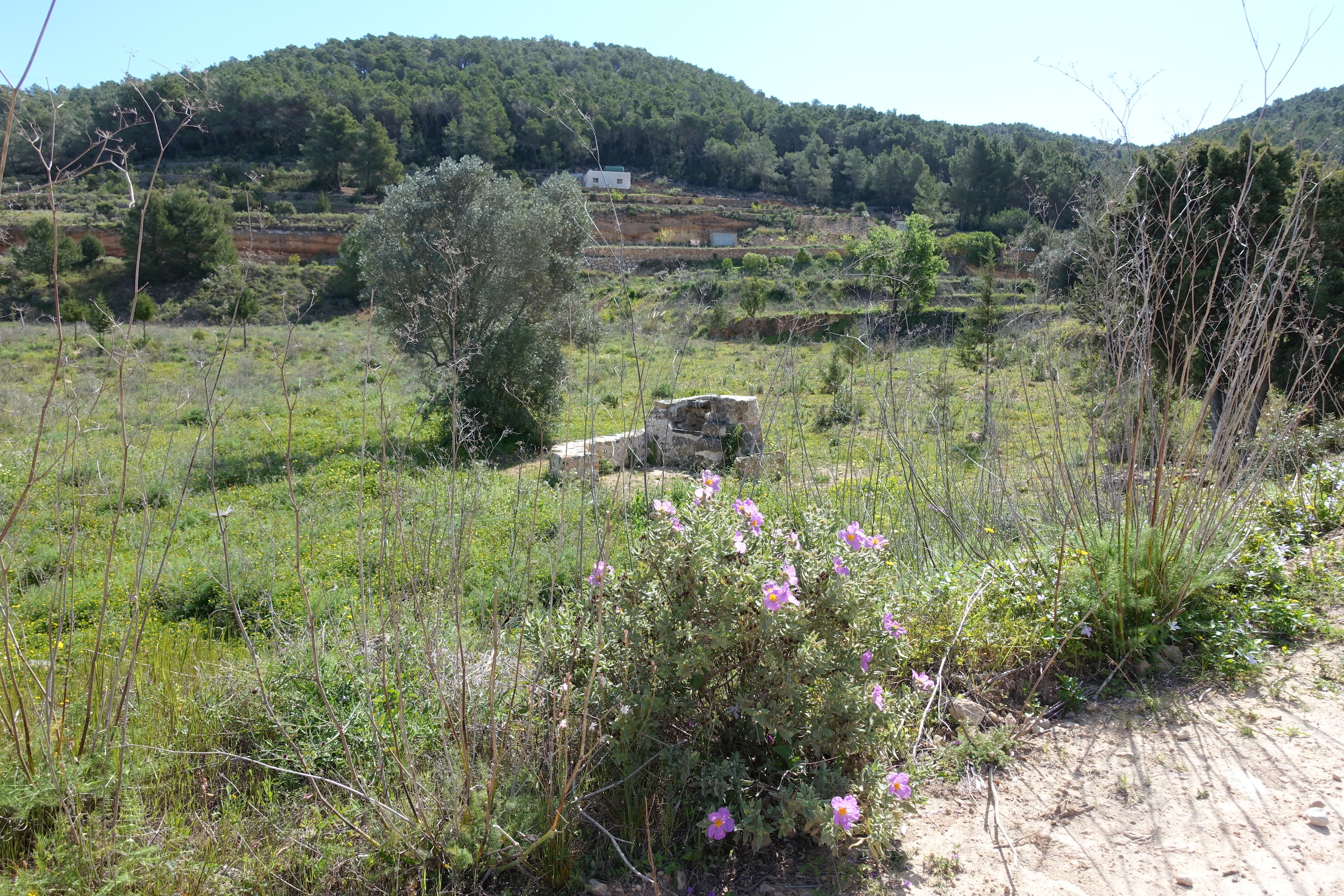
Landesinnere mit Resten eines alten Schöpfrades (sp.:Noria)
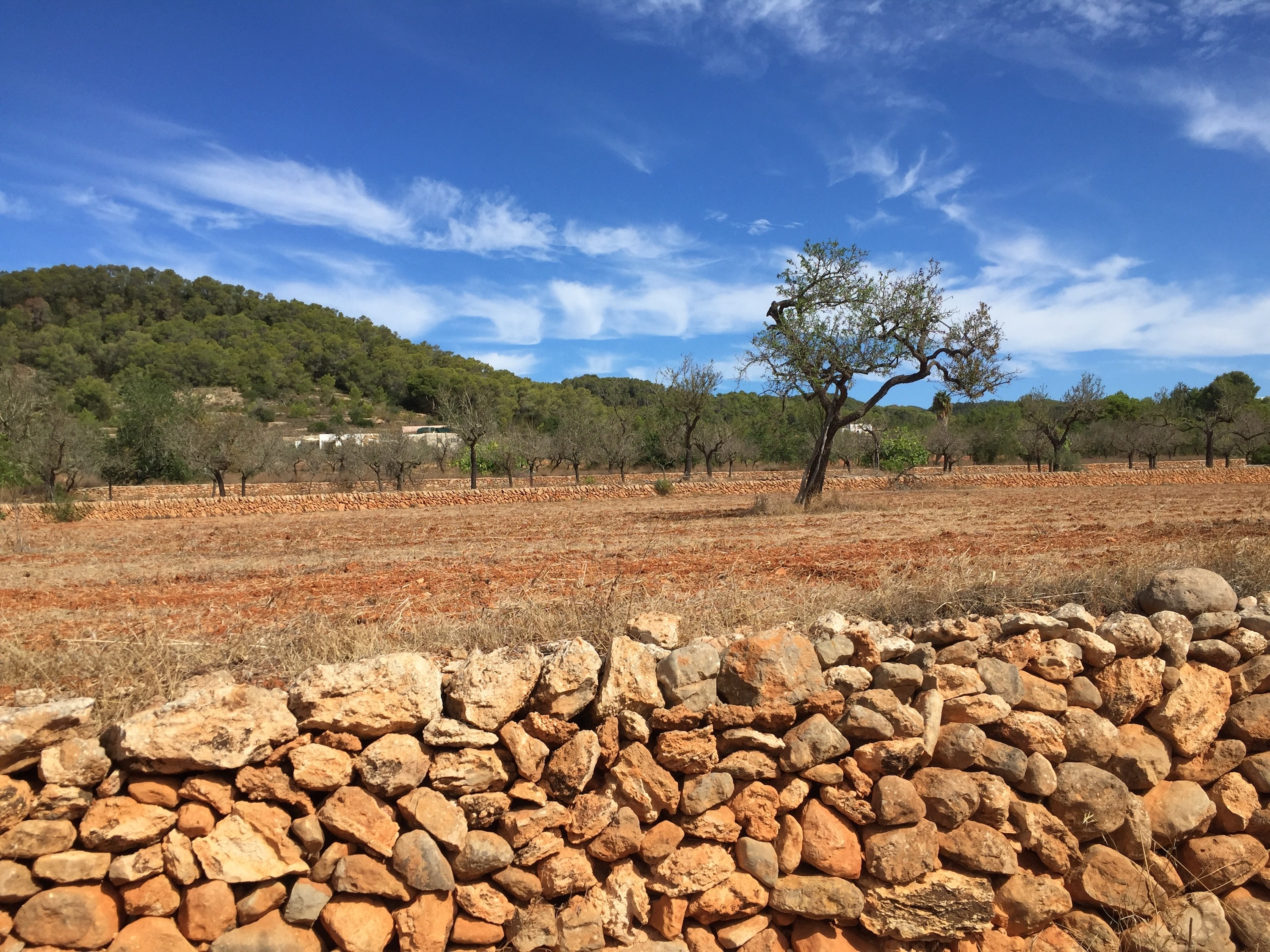
Felder und Trockensteinmauern
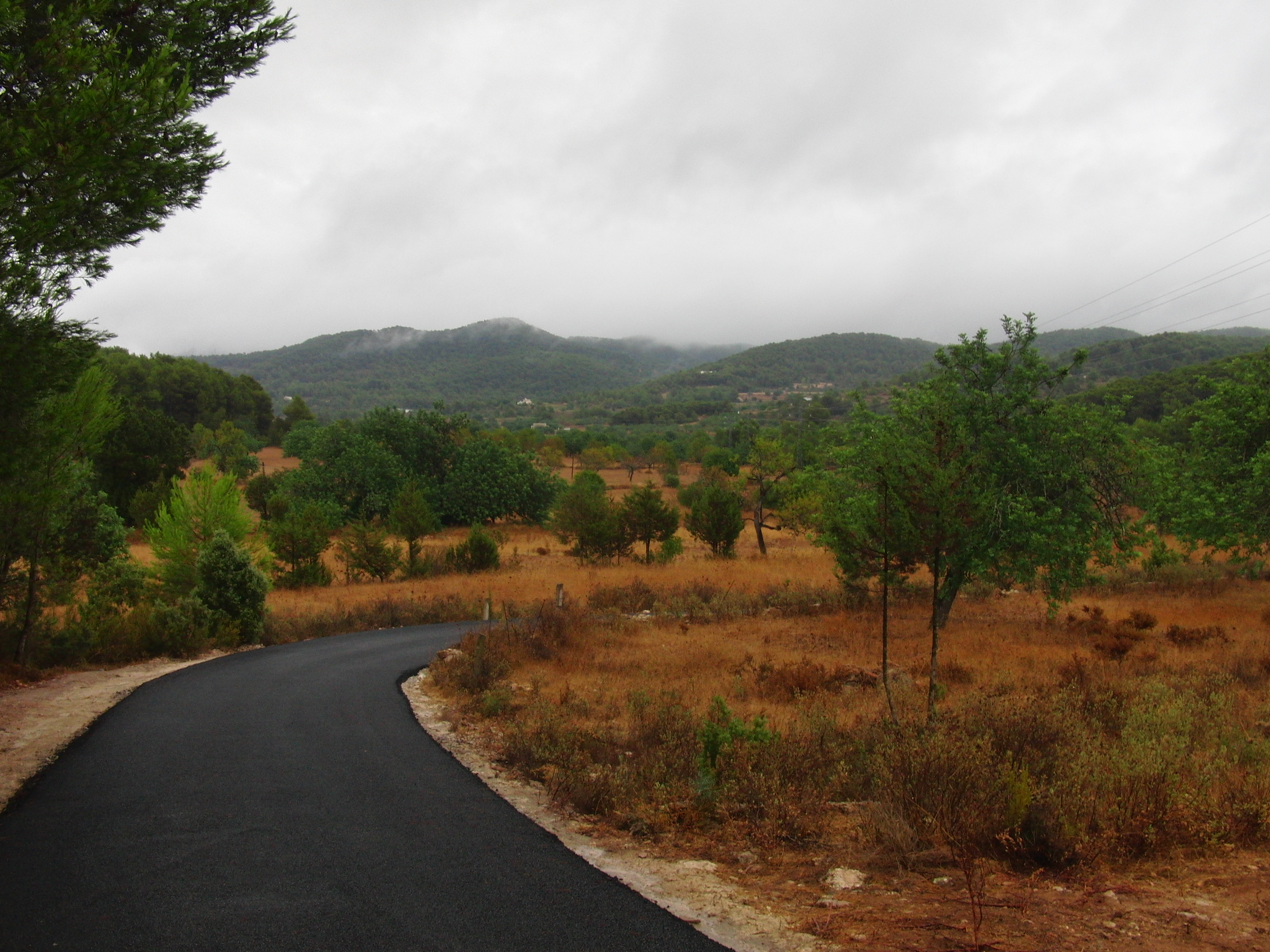
Landschaft im Inneren der Insel
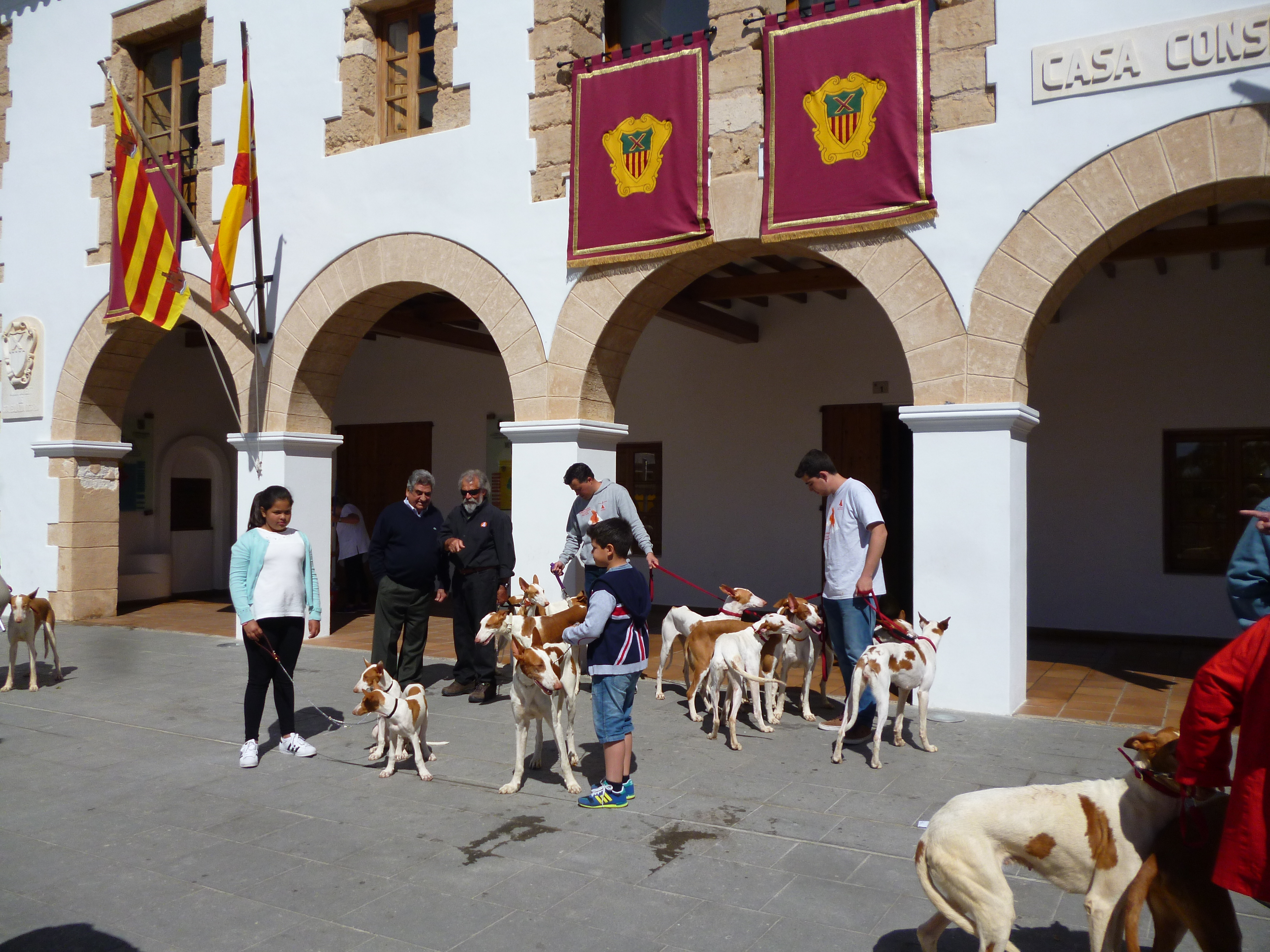
Podenco-Schau jeweils am 1. Mai in Santa Eulalia
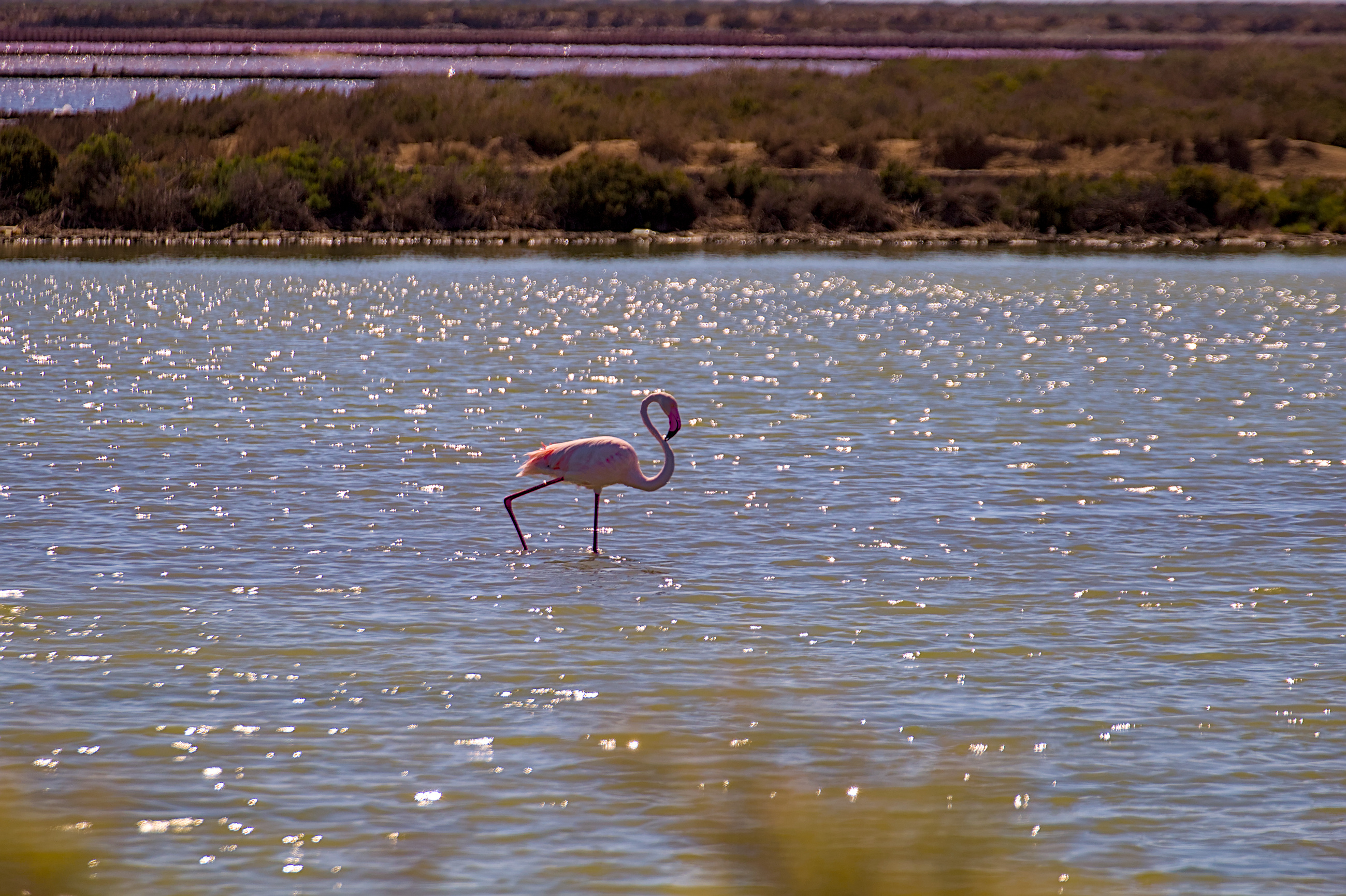
Flamingo in den Salinen von Ses Salines

### Bedrohung der Fauna und Flora
Ab dem Monat Februar ist auf Ibiza und den gesamten Balearen Vorsicht vor dem recht verbreiteten Pinien-Prozessionsspinner angesagt. Speziell in Pinienwäldern und öffentlichen Parkanlagen gilt es, nicht mit bloßer Haut in Berührung mit diesen Insekten zu kommen. Die Raupen erreichen eine Körperlänge von bis zu 50 Millimetern. Sie sind auf der Oberseite blauschwarz und tragen am Rücken eines jeden Segments einen gelben bis rostroten Querwulst. Auf der Unterseite sind die Tiere weißlich bis hellgrau. Die Körperseiten sind lang und weißlich behaart. Seit vielen Jahren wird in verschiedenen Regionen der Insel die Ausbreitung durch den Einsatz von Pheromonen reduziert und verhindert. Hierfür werden weiße Plastikbecher mit dem Mittel an Pinien befestigt. Inzwischen wird auch der Bacillus thuringiensis zur Bekämpfung eingesetzt.
Unbekannt waren bis vor einigen Jahren jegliche Art von Schlangen. Erst im Zuge des Imports von Olivenbäumen für Plätze und Gärten wurden Nattern (Hufeisennattern und Treppennattern) eingeschleppt, die sich mittlerweile verbreiten, aber auch schon von der Inselregierung bejagt werden, da sie Niederwild, insbesondere Kaninchen und Eidechsen und Vogelgelege, dezimieren.
Seit ca. 2005 werden auch auf Ibiza Palmen, meist die Kanarische Dattelpalme, von dem Palmrüssler befallen. Zwar besteht die Inselregierung darauf, dass von dem Insekt befallene Pflanzen umgehend mit Insektiziden besprüht oder vernichtet werden, jedoch breitet sich der Befall noch weiter aus. Inzwischen werden auch andere Pflanzen wie Fächerpalme, Zwergpalme oder Palmlilien befallen. Die geschädigten Palmen sterben langsam vom Kern heraus ab. Sichtbar ist dies, wenn die frischen Palmwedel im Zentrum der Palme braun werden und herabhängen. Es gibt jedoch auch Palmen, die nach Entfernung der Krone nach einiger Zeit neu austreiben.
Seit 2016/17 wurde auf den Balearen, hier insbesondere in Mallorca, aber auch auf Menorca und Ibiza, das Feuerbakterium entdeckt. Dieses Bakterium befällt auch Fruchtbäume wie Oliven- und Mandelbäume oder Weinstöcke. Äußeres Merkmal ist das partielle Vertrocknen der Pflanze. Da es bislang kein geeignetes Gegenmittel gibt, verpflichtet die EU als Sofortmaßnahme sämtliche Bäume und alle weiteren im Umkreis von 100 Metern zu den befallenen Pflanze zu fällen und zu verbrennen. Nach Untersuchungen des Bakteriums hat sich ergeben, dass es sich hierbei um die aggressive Form Xylella fastidiosa pauca handelt, die neben den schon oben erwähnten Bäumen auch Kirschbäume, Lorbeerbüsche, Weidenblatt-Akazien, Lavendel, Rosmarin, Oleander, Australischen Rosmarin (Westringia fruticosa) und Kreuzblumen befallen kann.
Eine weitere Bedrohung der Inselflora ist der in den letzten Jahren vermehrt auftretende Große Waldgärtner (Tomicus piniperda und Tomicus destruens). Es handelt sich dabei um einen Käfer aus der Familie der Borkenkäfer, der sich am Stamm der Pinien festsetzt und dort seine Brut in der Rinde ablegt, dies führt in kurzer Zeit zum Absterben des Baumes.
Neu um 2019/20 aufgetreten ist auch der Befall der Kakteen (Opuntia ficus-indica) durch die Cochenilleschildlaus. Die strauchartigen Gebilde der Pflanze sind mit weißen Flecken überzogen und nach einiger Zeit fallen die verfaulten Glieder ab. Nach einer Zeit kann die Pflanze sich jedoch selbst regenerieren.
Erstmals ist 2019/20 ein schwarzer Käfer, der Rhynchophorus palmarum, beziehungsweise der Scyphophorus acupunctatus (Agaven Rüsselkäfer) in Erscheinung getreten, der die Agaven bedroht. Der Käfer bohrt sich in das Herz der Agave und legt dort seine Eier ab. Die Maden ernähren sich von den weichen Pflanzenteilen im Inneren der Pflanze. Offenbar wird dabei noch eine Bakterie freigesetzt. Die Pflanze stirbt in kurzer Zeit komplett ab. Der Käfer greift auch Yuccas und Drachenbäume an.

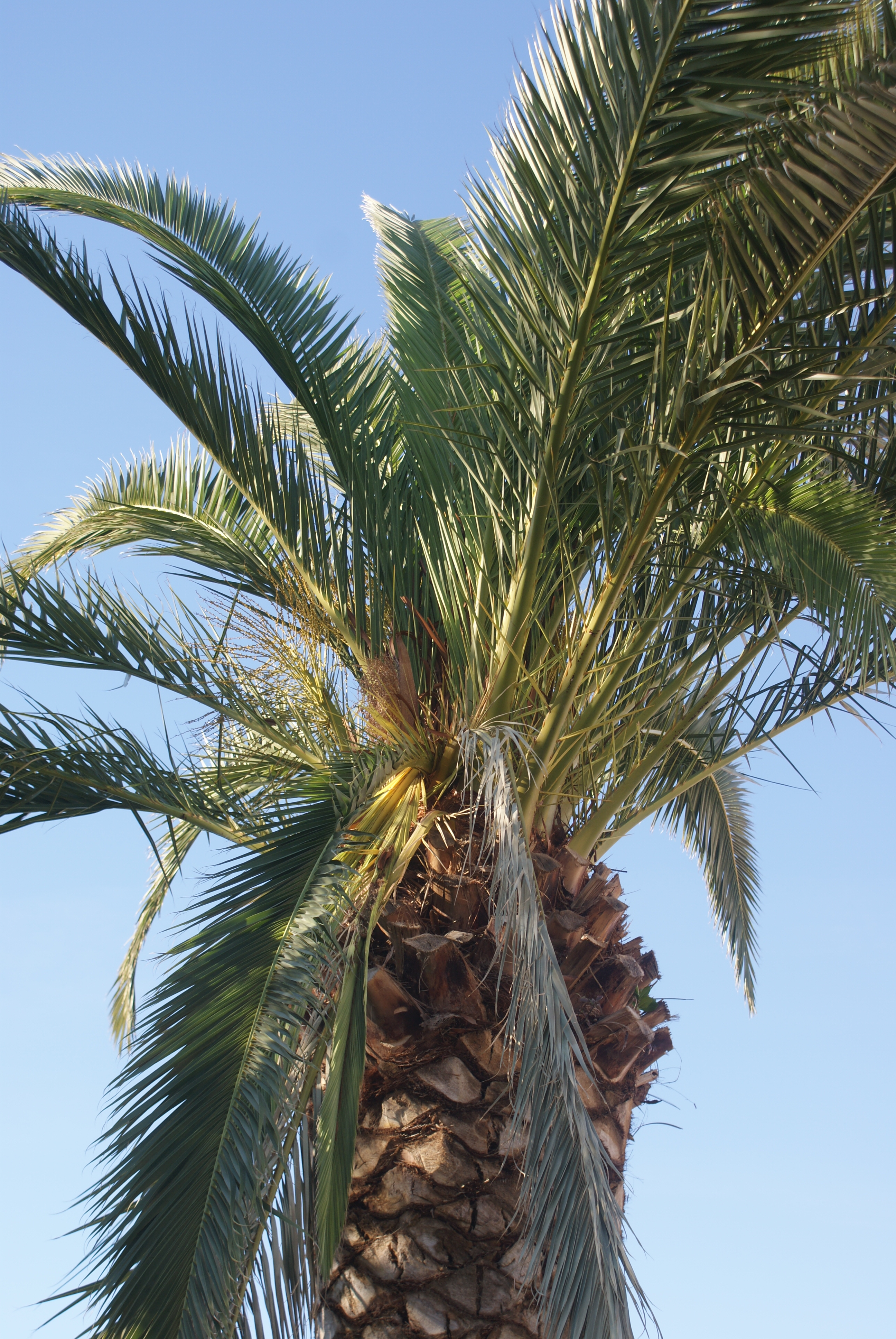
Erste Anzeichen des Befalls durch den roten Palmrüssler
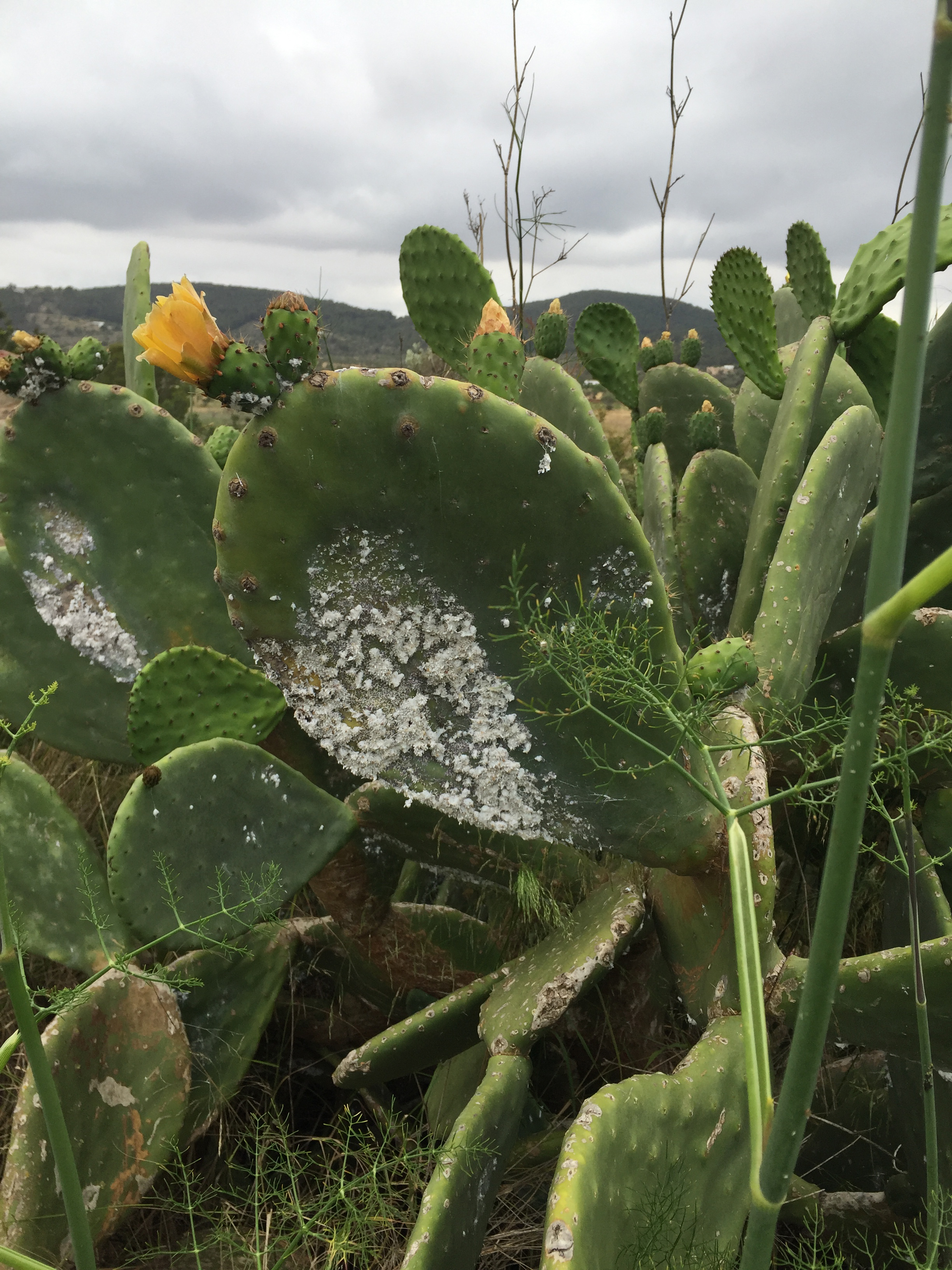
Befall einer Kakteenpflanze durch Cochenilleschildläuse
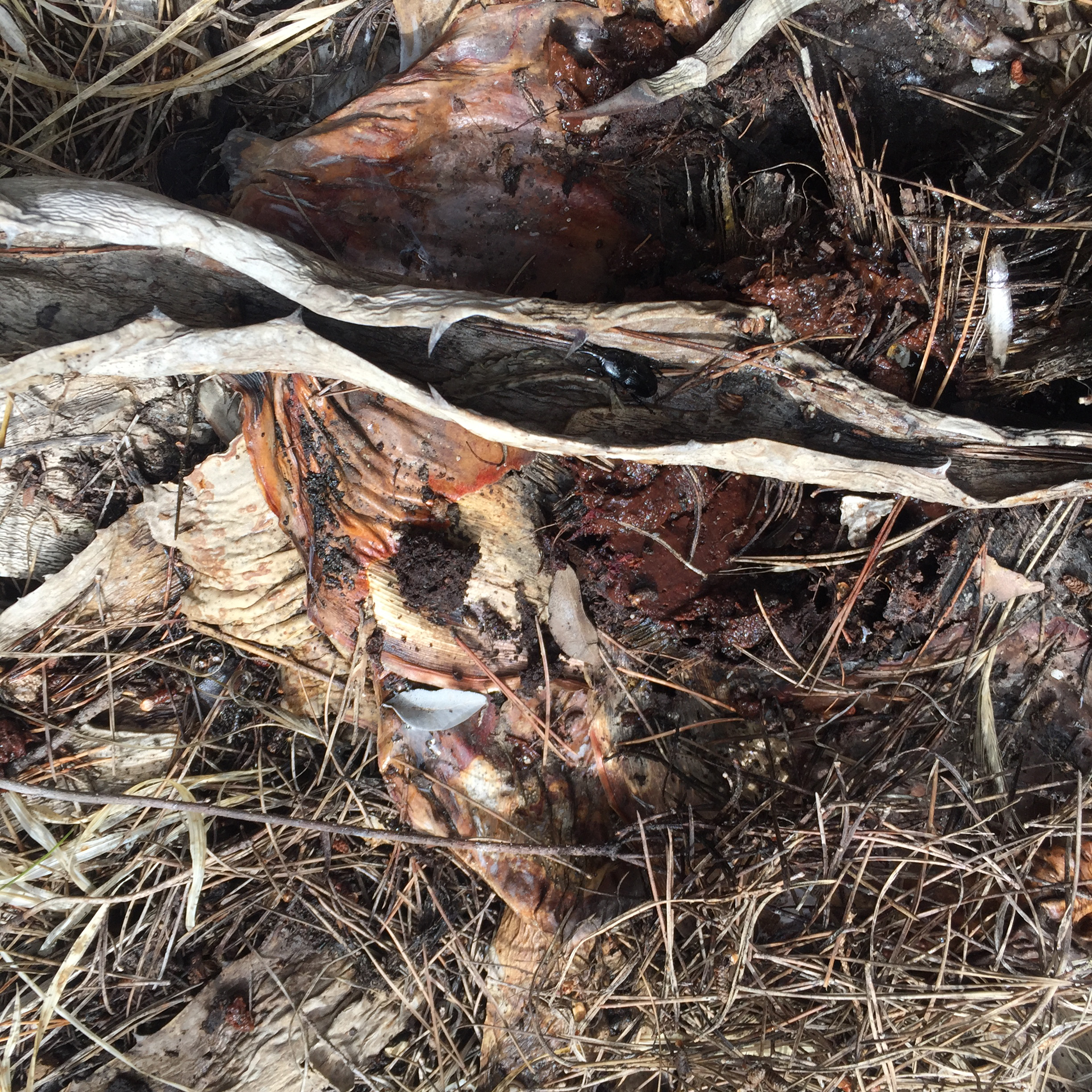
Rhynchophorus palmarum an Resten einer Agave
Larve des Rhynchophurus palmarum
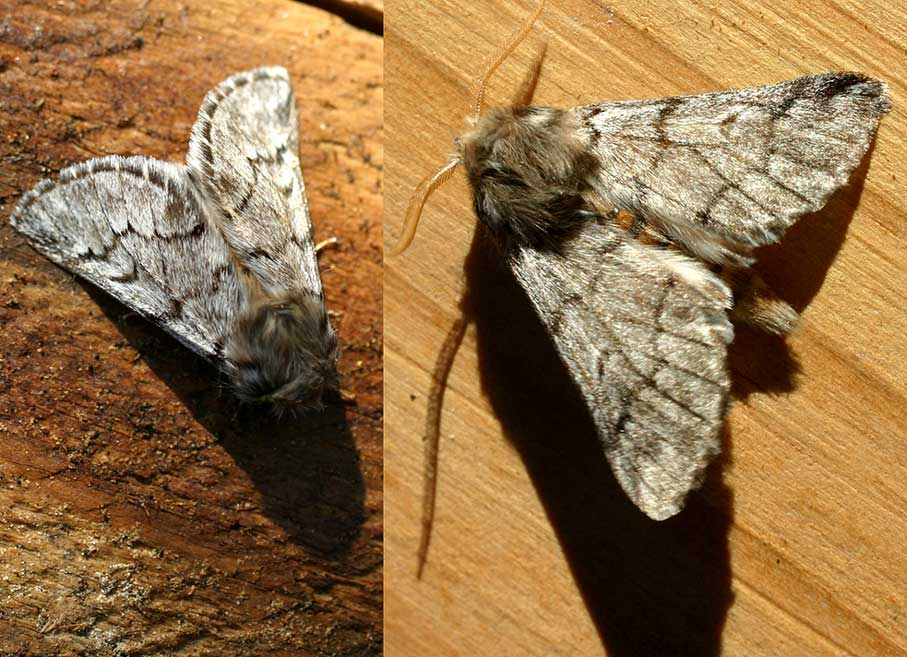
Pinien-Prozessionsspinner
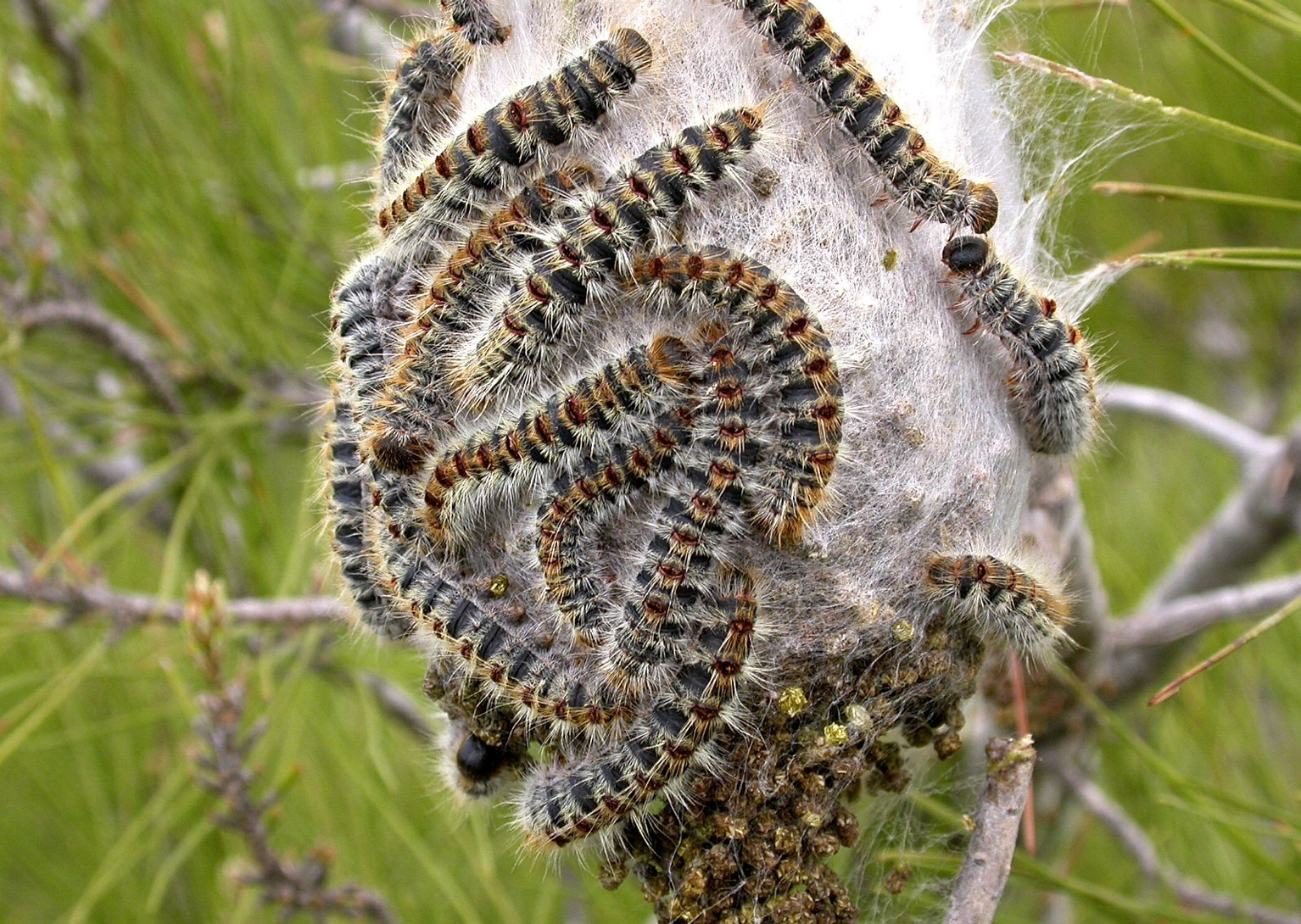
Die Raupen auf ihrem Gespinst

### Klima
Ibiza hat das ausgewogenste Klima der Balearen. Die Durchschnittstemperaturen liegen im Sommer um die 26 °C, im Winter erreichen sie sehr milde 12 °C.
|                        | Jan  | Feb  | Mär  | Apr  | Mai  | Jun  | Jul  | Aug  | Sep  | Okt  | Nov  | Dez  |   |      |
| Mittl. Temperatur (°C) | 11,9 | 12,1 | 13,7 | 15,6 | 18,6 | 22,6 | 25,6 | 26,3 | 23,8 | 20,2 | 15,9 | 13,1 | ⌀ | 18,3 |
| Mittl. Tagesmax. (°C)  | 15,7 | 15,9 | 17,7 | 19,7 | 22,7 | 26,8 | 29,7 | 30,3 | 27,7 | 24,0 | 19,6 | 16,7 | ⌀ | 22,2 |
| Mittl. Tagesmin. (°C)  | 8,1  | 8,3  | 9,6  | 11,4 | 14,6 | 18,4 | 21,4 | 22,2 | 19,9 | 16,5 | 12,3 | 9,5  | ⌀ | 14,4 |
|                        |      |      |      |      |      |      |      |      |      |      |      |      |   |      |
| Niederschlag (mm)      | 37   | 36   | 27   | 31   | 27   | 11   | 5    | 18   | 57   | 58   | 53   | 52   | Σ | 412  |
|                        |      |      |      |      |      |      |      |      |      |      |      |      |   |      |
| Sonnenstunden (h/d)    | 5,2  | 5,9  | 6,8  | 8,2  | 8,8  | 10,0 | 10,8 | 9,8  | 7,9  | 6,6  | 5,2  | 4,9  | ⌀ | 7,5  |
|                        |      |      |      |      |      |      |      |      |      |      |      |      |   |      |
| Regentage (d)          | 4,9  | 5,0  | 3,3  | 4,1  | 3,2  | 1,4  | 0,5  | 1,5  | 4,2  | 5,6  | 5,6  | 5,4  | Σ | 44,7 |
|                        |      |      |      |      |      |      |      |      |      |      |      |      |   |      |
| Wassertemperatur (°C)  | 14   | 13   | 14   | 15   | 17   | 21   | 24   | 25   | 24   | 21   | 18   | 15   | ⌀ | 18,4 |
|                        |      |      |      |      |      |      |      |      |      |      |      |      |   |      |
| Luftfeuchtigkeit (%)   | 75   | 73   | 72   | 70   | 70   | 67   | 67   | 69   | 71   | 73   | 73   | 74   | ⌀ | 71,2 |

| 8,1 |

| 8,3 |

| 9,6 |

| 11,4 |

| 14,6 |

| 18,4 |

| 21,4 |

| 22,2 |

| 19,9 |

| 16,5 |

| 12,3 |

| 9,5 |

| 8,1 |

| 8,3 |

| 9,6 |

| 11,4 |

| 14,6 |

| 18,4 |

| 21,4 |

| 22,2 |

| 19,9 |

| 16,5 |

| 12,3 |

| 9,5 |

## Geschichte

### Ureinwohner (ca. 2000 v. Chr.)
Über die Ureinwohner der Pityusen ist nur wenig bekannt.
Es wird jedoch vermutet, dass die Entwicklung ähnlich wie auf den Nachbarinseln Mallorca und Menorca verlaufen ist.
Zwischen 2000 und 1600 v. Chr. entwickelte sich auf den Balearen die Talayot-Kultur (von arab. Atalayi, Ausblick). Die Talayots waren Steintürme, die als Kultstätten dienten. Im Unterschied zu den Nachbarinseln hat man auf Ibiza und Formentera jedoch keine Reste solcher Bauten gefunden. Die Höhlenmalereien in Ses Fontenelles bei Sant Antoni sowie die Megalithen von Ca na Costa auf Formentera deuten jedoch darauf hin, dass die Pityusen um diese Zeit ebenfalls besiedelt waren. Es waren Iberer oder Okzitanier, die die Insel als erste erschlossen.

### Phönizier (7. bis 2. Jahrhundert v. Chr.)

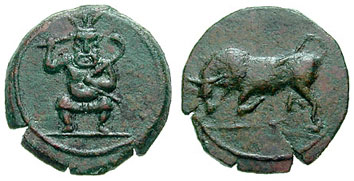
Alte Münze mit dem Gott Bes

Im Jahre 654 v. Chr. gründeten die phönizischen Karthager an der Ostseite der Hafenbucht von Ibiza eine Kolonie, die sie Ibes bzw. Ebusim nannten, möglicherweise nach dem phönizischen Gott Bes. Andere Ansichten führen den Namen der Insel auf das phönizische „i busim“ zurück, was „Insel des Wohlgeruchs“ oder „Duftinsel“ bedeuten würde. Die Stadt Ibiza hatte das Münzrecht und war ein wichtiger Handelshafen. Die Phönizier beuteten auch die reichen Salzvorkommen sowie die Bleiminen bei Sant Carles aus. Die Nekropole Puig des Molins (Mühlenberg) gilt als bedeutendste bekannte phönizische Begräbnisstätte. Reste einer Phönizischen Siedlung befinden sich zum einen in der Nähe der Bucht Sa Caleta und eine weitere in der Nähe von Cala d'Hort. In der Nähe von Sant Vicent de sa Cala wurde 1907 der Höhlentempel Es Culleram entdeckt, der der Göttin Tanit geweiht war. Hannibal soll, der lokalen Geschichtsschreibung zufolge, auf der Insel Sa Conillera bei Sant Antoni geboren worden sein. Offiziell wurde er in Karthago geboren, es ist aber verbürgt, dass Hannibal auf seinem Feldzug gegen Rom (Zweiter Punischer Krieg, 218–201 v. Chr.) die berüchtigten Steinschleuderer Els Foners Balears mit sich führte, die den Balearen ihren Namen gegeben haben.

### Römer (ab 123 v. Chr.)

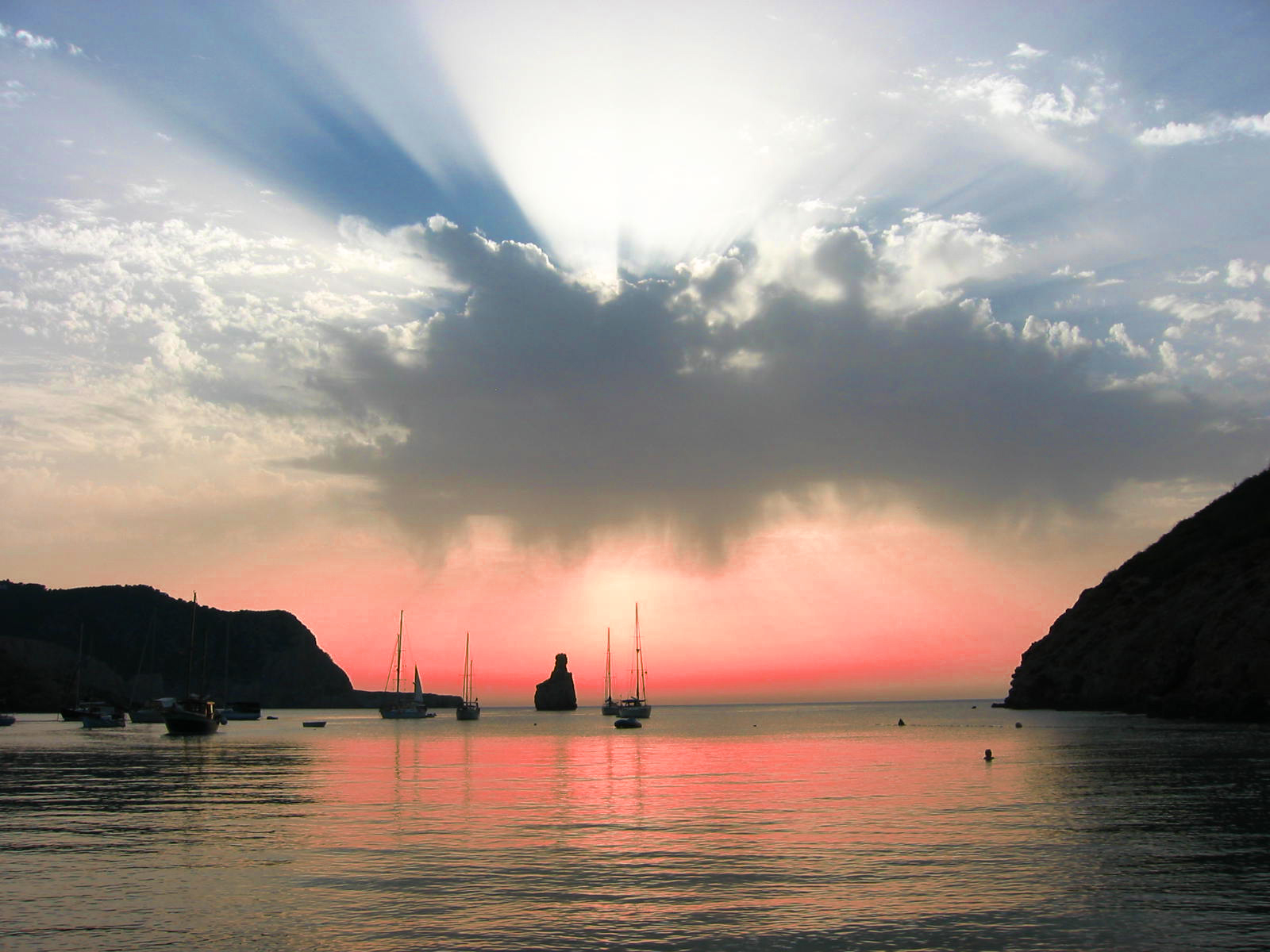
Sonnenuntergang in der Cala Benirràs

Nachdem der Zweite Punische Krieg erst siegreich für die Karthager begonnen hatte, wurden Hannibals Truppen 202 v. Chr. bei Zama vernichtend geschlagen, und Karthago wurde auf sein afrikanisches Gebiet beschränkt.
123 v. Chr. wurden die Balearen von dem römischen Feldherrn Quintus Caecilius Metellus Balearicus erobert. Die Römer nannten die Stadt Ibiza Ebesus. Als konföderative Stadt konnte sie sich eine gewisse Autonomie bewahren. So brauchte sie zum Beispiel keinen Tribut zu zahlen und durfte weiterhin das Münzrecht ausüben. 70 n. Chr. wurde Ebesus unter dem Namen Flavia Augusta dem römischen Reich eingegliedert. Kaiser Vespasian ließ Wirtschaft und Infrastruktur der Insel ausbauen. Die Häfen Portus Salarius auf Formentera (heute La Savina) und Portus Magnus (Sant Antoni de Portmany) wurden errichtet.
Die Nachbarinsel im Süden Ibizas erhielt von den Römern den Namen Frumentaria (die Weizenreiche). Aufgrund des fruchtbaren Bodens und der damals reichhaltigen Süßwasservorkommen diente sie ihnen als Kornkammer.
380 n. Chr. wurde das Christentum Staatsreligion der Römer. Damit wurden auch die Balearen christianisiert. 391 erließ Theodosius das Verbot aller heidnischen Kulte. Nur wenige Jahre später zerbrach das Römische Reich in das West- und das Ostreich (Byzanz).

### Einfall der Vandalen (5. Jahrhundert n. Chr.)
Im 5. Jahrhundert drangen die Vandalen unter Gunderich nach Ibiza vor. 426 wurde die Insel von ihnen komplett verwüstet.
Erst 533/534 gelang dem oströmischen Feldherrn Belisar die Vertreibung der Vandalen. Ibiza geriet unter die Oberherrschaft von Byzanz. Aus dieser Zeit ist jedoch nur wenig bekannt.

### Maurische Herrschaft (8. bis 13. Jahrhundert)
711 eroberten die Mauren unter dem Feldherrn Tarik Spanien, aber bereits wenige Jahre zuvor waren sie auf den Balearen gelandet. 711 wurde Ibiza erstmals von den Mauren erobert. Sie nannten die Insel Yabisa (arabisch: „die Trockene“).
Es dauerte aber noch bis Anfang des 10. Jahrhunderts, bis die Mauren ihre Macht auf Ibiza stabilisieren konnten, zumal die Insel 859 einem Raubzug der Wikinger zum Opfer fiel. Die Mauren nannten die Balearen die Inseln östlich von Andalusien. Sie gehörten zum Kalifat von Córdoba. 1009 wurden die Balearen mit der an der Küste liegenden Stadt Dénia unabhängiges Königreich.
Etwa um diese Zeit nahmen aber auch die Überfälle arabischer Piraten zu, die vor allem von Mallorca und Menorca aus operierten. 1114 wurden deshalb die Balearen Ziel einer pisanisch-katalanischen Strafexpedition. Palma wurde dabei vollständig zerstört.
Doch die islamische Herrschaft über Ibiza konnte sich noch über Jahre halten. 1203 setzten sich auf den Balearen die Almohaden fest, die sich bis 1235 dort hielten.

### Katalanische Eroberung (ab 1229)
Im Jahr 1229 eroberten die Christen Mallorca im Zuge der Reconquista zurück; Ibiza wurde erst im Jahr 1235 eingenommen: Unter dem Befehl des Königs von Aragón, Jakob I. der Eroberer, wurde die Medina Yabisa von Guillermo de Montgrí, dem Erzbischof von Tarragona belagert. Der Legende nach konnten die Christen die Stadt sehr schnell einnehmen, weil der regierende Sultan Yebusah seinem Bruder die Lieblingssklavin weggenommen und verführt hatte. Aus Rache ließ der Bruder die Christen in die Stadt. Ibiza wurde unter den Eroberern aufgeteilt, zu denen neben Montgrí auch der Infant (Prinz) von Portugal Don Pedro und der Graf von Roussillon Don Nuno Sans gehörten. Katalanisch wurde als Sprache auf der Insel eingeführt.

### Königreich Mallorca (ab 1256)
1256 rief Jaume II. das Königreich Mallorca aus, zu dem neben den Balearen auch Montpellier und Roussillon gehörten. 1299 gründete er auf Ibiza die Universidad, eine Behörde zur Verwaltung öffentlicher Belange. Die Pityusen verfügten damit über eine eingeschränkte autonome Verwaltung, die bis ins 19. Jahrhundert bestehen blieb.

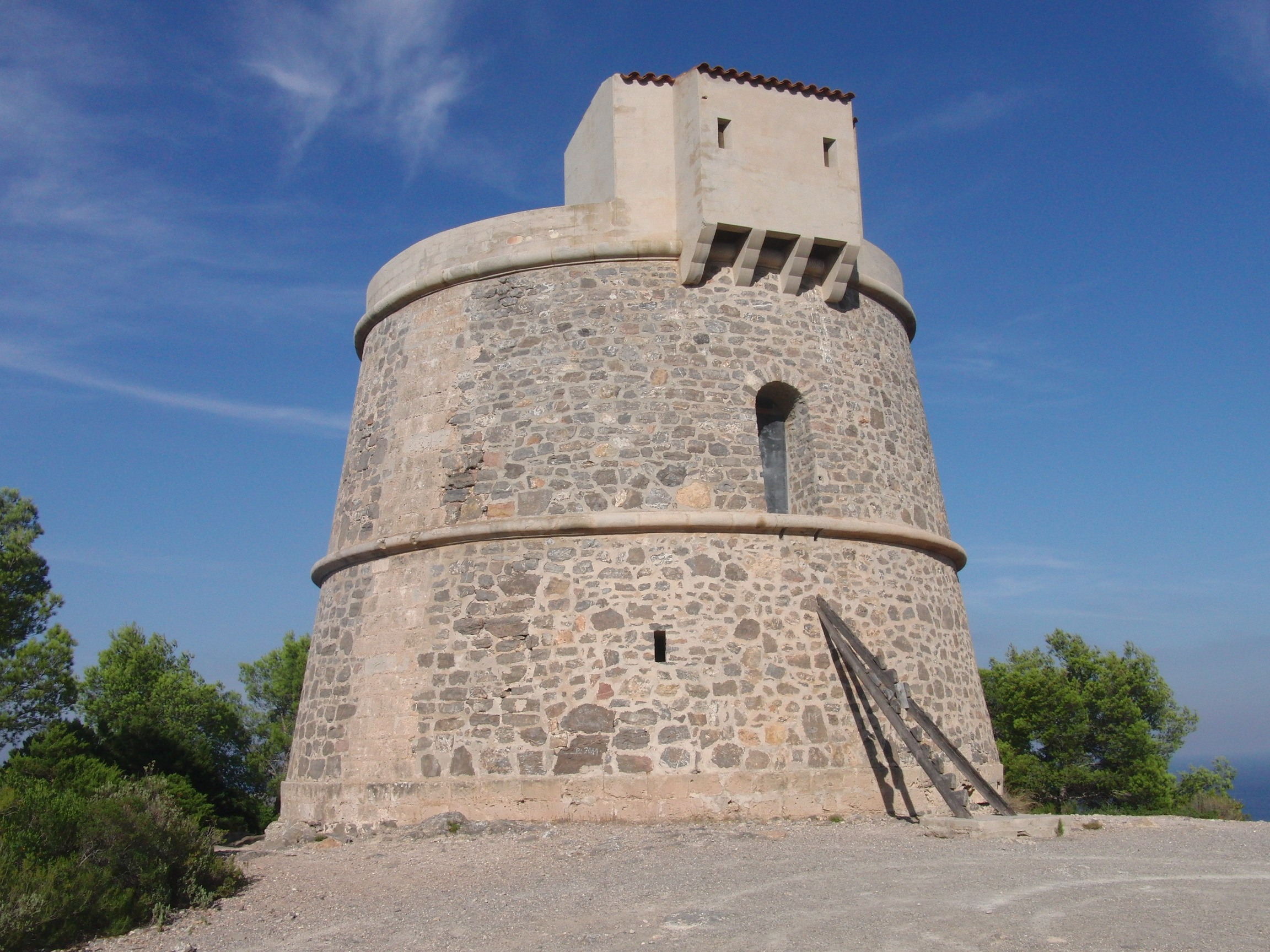
Der Turm Torre-d’en-Valls, ein alter Wachturm gegen Piratenangriffe

Das Königreich Mallorca fiel jedoch 1349 an Aragon zurück, nachdem Jaume III. von Peter IV. von Aragon getötet worden war. Mit der Heirat von Isabella von Kastilien und Ferdinand II. von Aragon kam es schließlich zur Einigung von Spanien. 1492 fiel Granada, die letzte Stellung der Mauren in Spanien. Damit endete die über 500 Jahre dauernde Reconquista.

### Ibizenkische Korsaren (16. bis 19. Jahrhundert)

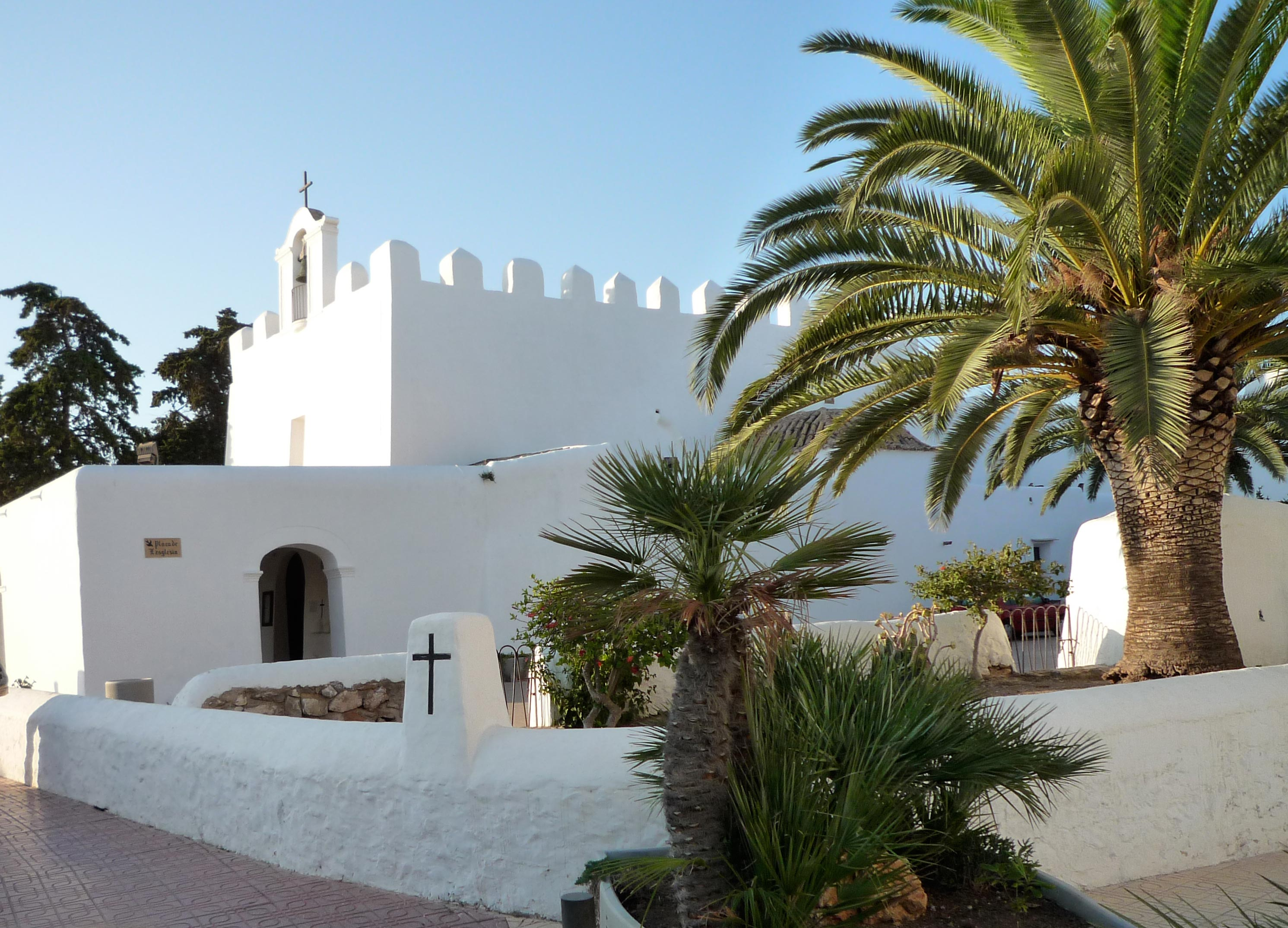
Die Wehrkirche von Sant Jordi

Gegen Ende des 15. Jahrhunderts segelte der Genuese Christoph Kolumbus über den Atlantik, um einen neuen Seeweg nach Indien zu finden. Durch die Entdeckung der Neuen Welt verloren der Mittelmeerhandel und damit auch die Balearen an Bedeutung. Das Interesse der spanischen Krone an Ibiza und Formentera ließ nach.
Da die Inseln mittlerweile nahezu unbefestigt waren, zogen sie nun das Interesse der Piraten auf sich, die vor allem auf Menschenraub spezialisiert waren. Formentera wurde in der Zeit vollkommen entvölkert und erst im 17. Jahrhundert wieder besiedelt. Historiker vermuten, dass die Ibizenker ihre Fincas deshalb so weit auseinander bauten, weil große Siedlungen die Aufmerksamkeit der Piraten auf sich zogen. Allerdings war auch die Einwohnerzahl durch die zahlreichen Kriege dezimiert.
Zum Schutz gegen die Piraten errichteten die Ibizenker Wachtürme. Jeder Wachturm stand mit einem anderen in Sichtweite. Durch Feuerzeichen konnten Meldungen über anrückende Piraten schnell weitergegeben werden, und die Bevölkerung konnte Zuflucht in den Wehrkirchen nehmen, die in dieser Zeit erbaut wurden.
Unter Philipp II. (Spanien), dem Sohn von Karl V. wurde 1556 mit dem Neubau der Stadtmauern von Ibiza begonnen. Die eindrucksvollen Mauern umschließen noch heute die Altstadt Dalt Vila. Nachdem die UNESCO Dalt Vila 1999 zum Weltkulturerbe erklärt hatte, wurden die Mauern sorgfältig saniert und restauriert.
Die fortgesetzten Piratenangriffe, allerdings auch die spanische Inquisition, die jede Abweichung vom katholischen Glauben unbarmherzig verfolgte, brachten die Ibizenker schließlich dermaßen in wirtschaftliche Not, dass sie in die Offensive gingen und das Mittelmeer auf der Jagd nach feindlichen Schiffen durchkreuzten.
Das Korsarentum blühte bis ins 19. Jahrhundert. Erst mit der Eroberung Algiers durch die Franzosen (1830) endete im Mittelmeer die Piraterie. Der bekannteste der ibizenkischen Korsaren war Antonio Riquer Arabi. Er brachte über 100 Schiffe auf, darunter auch die schwer bewaffnete britische Brigg Felicity. Ihm zu Ehren wurde im Hafen von Ibiza ein Obelisk errichtet.

## Umwelt

### Steigender Meeresspiegel und Küstenerosion
Der Meeresspiegel rund um Ibiza steigt kontinuierlich an, was zu verstärkter Küstenerosion führt. Viele Strände der Balearen – darunter auch auf Ibiza – werden dadurch kleiner oder könnten bis 2030 sogar ganz verschwinden. Besonders betroffen sind Küstenabschnitte wie Talamanca, Sant Francesc de s’Estany, der Hafen von Sant Antoni, Cala Gració, Sa Galera und Cala Salada.

### Wasserknappheit
Ibiza leidet unter einer zunehmenden Wasserknappheit. Die Grundwasserreserven der Insel befanden sich zwischen Juni und Juli 2024 auf einem historischen Tiefstand von etwa 32 bis 34 Prozent. In den Sommermonaten übersteigt der Wasserverbrauch die Produktionskapazität der Entsalzungsanlagen deutlich. Die Situation wird durch ausbleibende Niederschläge, den steigenden Wasserbedarf durch Tourismus und Landwirtschaft sowie eine wachsende Zahl von Brunnen verschärft.

### Abfall und Müllverschmutzung
Ibiza produziert rund ein Drittel mehr Müll als der spanische Landesdurchschnitt. Die Entsorgungskapazitäten der Deponien sind begrenzt, und es droht, dass der aktuelle Standort Ca Na Putxa in wenigen Jahren voll ist. Plastikmüll, Zigarettenkippen und Verpackungen verschmutzen besonders Strände und Naturgebiete. Bis 2025 hat sich das Abfallproblem auf Ibiza weiter verschärft. Die Insel produziert weiterhin deutlich mehr Abfall pro Kopf als der spanische Landesdurchschnitt – im Jahr 2019 waren es rund 662 kg pro Person. Trotz der Eröffnung einer neuen Recyclinganlage im Jahr 2020 landet weiterhin ein erheblicher Teil des Mülls auf Deponien, deren Kapazitäten begrenzt sind. Prognosen zufolge droht die Hauptdeponie der Insel bereits in wenigen Jahren voll zu sein, sodass Alternativen wie Müllverbrennung oder der Abtransport nach Mallorca diskutiert werden.
Illegale Müllablagerungen stellen ein weiteres Problem dar. So wurden 2025 bei einer Reinigungsaktion an der Cala Roja über 1,5 Tonnen Müll geborgen, darunter Haushaltsgeräte und Baumaterialien. Solche Funde verdeutlichen das Ausmaß der verborgenen Umweltprobleme auf der Insel.

### Luftverschmutzung und Verkehr
Die hohe Zahl an Fahrzeugen führt zu Luftverschmutzung, weshalb in Eivissa eine Umweltzone (ZBE) eingeführt wird, die Fahrzeuge mit hohen Emissionen ausschließt. Parallel wird der öffentliche Nahverkehr ausgebaut.

## Persönlichkeiten
- Emili Pou y Bonet (1830–1888), Ingenieur und Baumeister
- Abel Matutes Juan (* 1941), Unternehmer und Politiker
- Alejandro Wilbrand (* 1967), deutscher Koch und Konditor
- Yolanthe Sneijder-Cabau (* 1985), spanisch-niederländische Schauspielerin
- Marcos Nader (* 1990), österreichischer Profiboxer, EBU-Champion
- Leo Román (* 2000), Fußballtorhüter

## Trivia
Während die Balearen insbesondere in den 1960er Jahren als Zuflucht für Aussteiger dienten, drehte Barbet Schroeder 1968 einen Großteil des Films More auf Ibiza, der ebendies thematisierte.
Die niederländische Band Vengaboys besang 1999 in ihrem Sommerhit We’re going to Ibiza das Partyleben auf der Insel. Zwanzig Jahre später wurde das Lied in Österreich im Zuge der Ibiza-Affäre im Mai 2019, die zum Koalitionsbruch der ÖVP-FPÖ-Regierung führte, zu einer Hymne der Regierungsgegner.
2011 wurde das Lied One Night in Ibiza von Mike Candys veröffentlicht, das dem Partyleben Ibizas gewidmet ist. Teile des Films Fraktus (2012) spielen auf Ibiza.
Die Single I Took A Pill In Ibiza von Mike Posner erreichte weltweit Top-Ten-Platzierungen in den Charts und handelt ebenfalls vom Nachtleben der Insel.